# Konkurs Piosenki Eurowizji 2024
68. Konkurs Piosenki Eurowizji odbył się 7, 9 i 11 maja 2024 roku na terenie hali Malmö Arena w Malmö. Koncerty zorganizowali Europejska Unia Nadawców oraz szwedzki nadawca publiczny Sveriges Television (SVT). Był to siódmy konkurs, który odbył się w Szwecji.
Finał konkursu wygrał Nemo, reprezentant Szwajcarii z piosenką „The Code”, za którą otrzymał łącznie 591 punktów w głosowaniu jurorów i telewidzów.

## Lokalizacja

### Miejsce organizacji konkursu
Telewizja SVT otrzymała prawa do organizacji 68. Konkursu Piosenki Eurowizji dzięki wygranej Loreen, reprezentantki Szwecji w finale konkursu w 2023. 7 lipca 2023 organizatorzy ujawnili, że konkurs odbędzie się w Malmö Arenie w Malmö, trzecim co do wielkości mieście Szwecji i stolicy regionu Skanii, w dniach 7, 9 i 11 maja 2024 roku. Niedługo po wyborze miasta na gospodarza konkursu pojawiły się donosy medialne jakoby Malmö było jedynym miastem spełniającym wymogi wyznaczone przez SVT i było „jedyną rozsądną opcją” dla organizatorów. Według oszacowań miasto Malmö wydało 30 milionów koron szwedzkich na organizację konkursu. Podobnie jak w latach ubiegłych, pieniądze do całego budżetu pochodziły także od Europejskiej Unii Nadawców (EBU) i SVT.

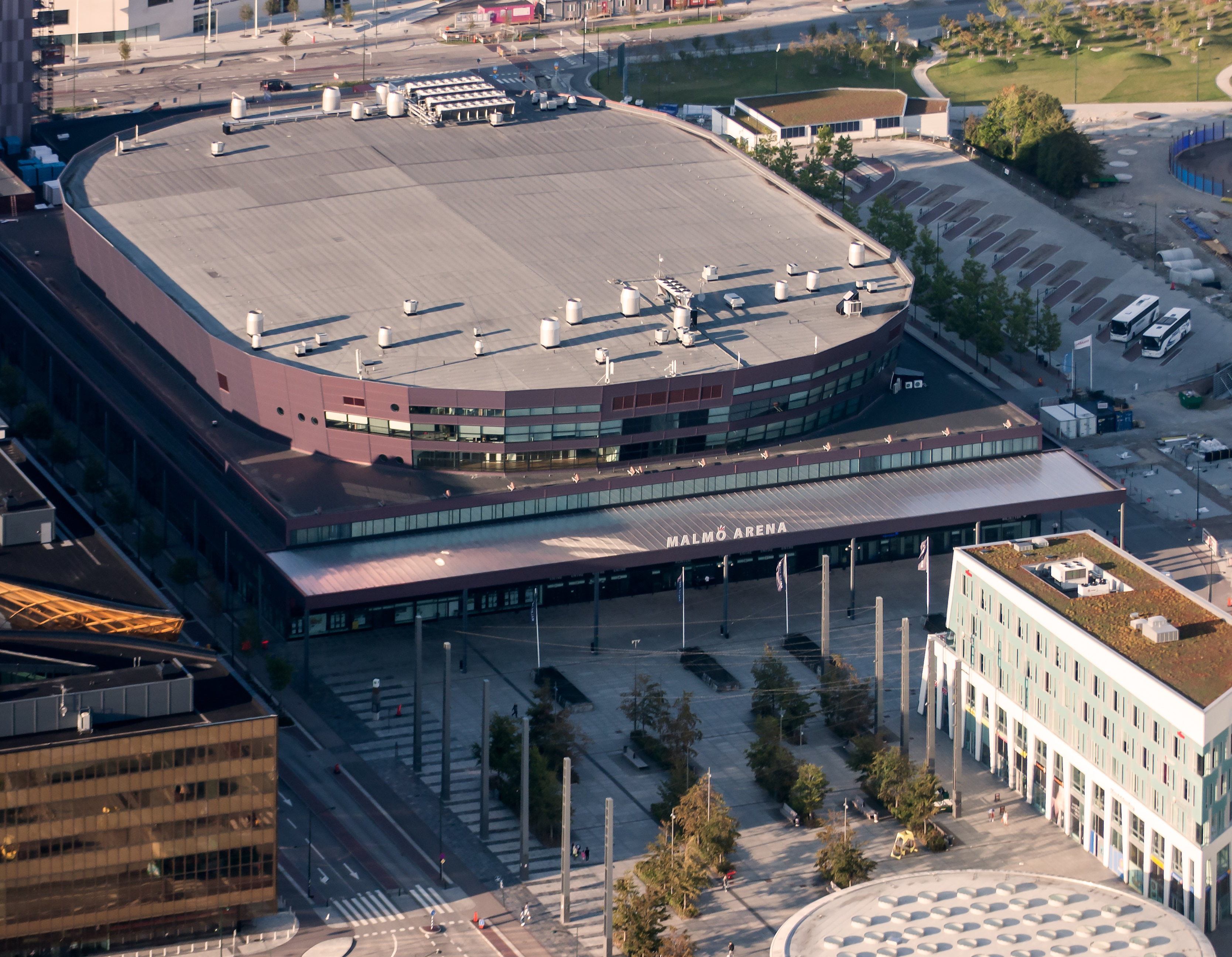
Malmö Arena, miejsce organizacji konkursu

Uroczysta ceremonia otwarcia konkursu i defilada uczestników po turkusowym dywanie odbyła się 5 maja w Malmö Live Congress and Concert Hall.
Podobnie jak w poprzednich latach, dla gości i akredytowanych dziennikarzy przygotowano kilka atrakcji, w tym m.in. wioskę eurowizyjną (ang. Eurovision Village; miejsce na spotkania artystów i członków delegacji z fanami imprezy oraz akredytowanymi dziennikarzami) zlokalizowaną w Folkets Park oraz euroklub (miejsce imprez dla akredytowanych dziennikarzy i fanów) we wcześniej wspomnianym obiekcie Malmö Live. Oryginalnie przewidywano też organizację ulicy eurowizyjnej (ang. Eurovision Street), jednak plany porzucono na niedługo przed konkursem, a niektóre planowane atrakcje przeniesiono do wioski eurowizyjnej.
W marcu 2024 ujawniono, że organizacja konkursu spełniła wszystkie wymagania, aby zaklasyfikować 68. Konkurs Piosenki Eurowizji jako wydarzenie zrównoważone rozwojowo.

### Proces wyboru miejsca organizacji
Po zwycięstwie Szwecji w 67. Konkursie Piosenki Eurowizji krajowy nadawca rozpoczął przygotowania do organizacji kolejnego konkursu, w tym m.in. rozpoczęcie negocjacji z władzami miast-kandydatów do przygotowania widowiska. Chęć organizacji 68. Konkursu Piosenki Eurowizji wyrazili włodarze miast: Sztokholmu (którzy początkowo wskazali obiekt Friends Arena, w którym dotychczas zwyczajowo odbywał się finał krajowych eliminacji Melodifestivalen, lub w Tele2 Arenie – natychmiastowo wykluczono organizację konkursu w Avicii Arenie, gdzie pod nazwą Globe Arena odbyły się konkursy w 2000 i 2016, ze względu na trwające tam renowacje), Malmö (Malmö Arena, gdzie rozegrany został konkurs w 2013), Göteborga (Scandinavium, gdzie rozegrany został konkurs w 1985, lub Partille Arenie, gdzie odbył się Chór Roku Eurowizji 2019), Örnsköldsvika (Hägglunds Arena) oraz Eskilstuny (Stiga Sports Arena). Oprócz powyższych miast chęć organizacji wyraziły również władze Sandviken (Göransson Arena) oraz Jönköping (Husqvarna Garden), jednak w późniejszym czasie wycofały swoje kandydatury.
Termin przyjmowania zgłoszeń minął 12 czerwca. Ze względu na niechęć drużyn grających w zaproponowanych sztokholmskich obiektach do organizacji w nich konkursu, Sztokholm zamiast stadionów zamieścił w swojej kandydaturze plany budowy nowej hali widowiskowej specjalnie na konkurs o pojemności pomiędzy 11 a 15 tys. miejsc w sztokholmskim porcie morskim. O prawo do organizacji konkursu stanęli włodarze: Sztokholmu, Göteborga, Malmö i Örnskoldsvika.
W czerwcu EBU ujawniła, że celem tych dyskusji z kandydatami jest wyłonienie miasta gospodarza do końca lata. Niedługo później dziennik Aftonbladet opublikował listę wymagań dla kandydatów na miasto-gospodarza, gdzie znalazły się m.in. pojemność hotelowa wynosząca 3500 pokoi oraz przystępne ceny pokoi, centrum prasowe na 1200 dziennikarzy oraz miejsce na organizację tzw. turkusowego dywanu. Ujawniono również, że odpowiedzialność za koszty produkcji koncertów poniesie SVT, a reszty przygotowań do konkursu – miasto organizujące konkurs.
7 lipca włodarze Göteborga poinformowali o tym, że EBU nie wybrała ich na gospodarza konkursu. Niedługo później informację o przegranej w procesie przetargowym przekazali przedstawiciele Örnskoldsvika. Tego samego dnia EBU ujawniła, że konkurs odbędzie się w Malmö Arenie w Malmö. Był to trzeci konkurs zorganizowany w Malmö oraz drugi na terenie Malmö Areny.

## Organizacja
Po raz kolejny kierownikiem wykonawczym ze strony Europejskiej Unii Nadawców (EBU) został Martin Österdahl. W czerwcu 2023 nadawca SVT opublikował nazwiska rdzeniowej grupy odpowiedzialnej za organizację konkursu; na producentów wykonawczych wyznaczono Ebbę Adielsson oraz Christela Tholse Willersa. We wrześniu 2023 dopełniono listę realizatorów: głównym producentem konkursu został Christer Björkman, a producentem widowiska – Per Blankens. Współpracowali z nimi Tobias Åberg, Johan Bernhagen, David Wessén, Mats Lindgren, Madeleine Sinding-Larsen i Linnea Lopez. Scenariusz konkursu przygotował Edward af Sillén we współpracy z Danielem Réhnem. 

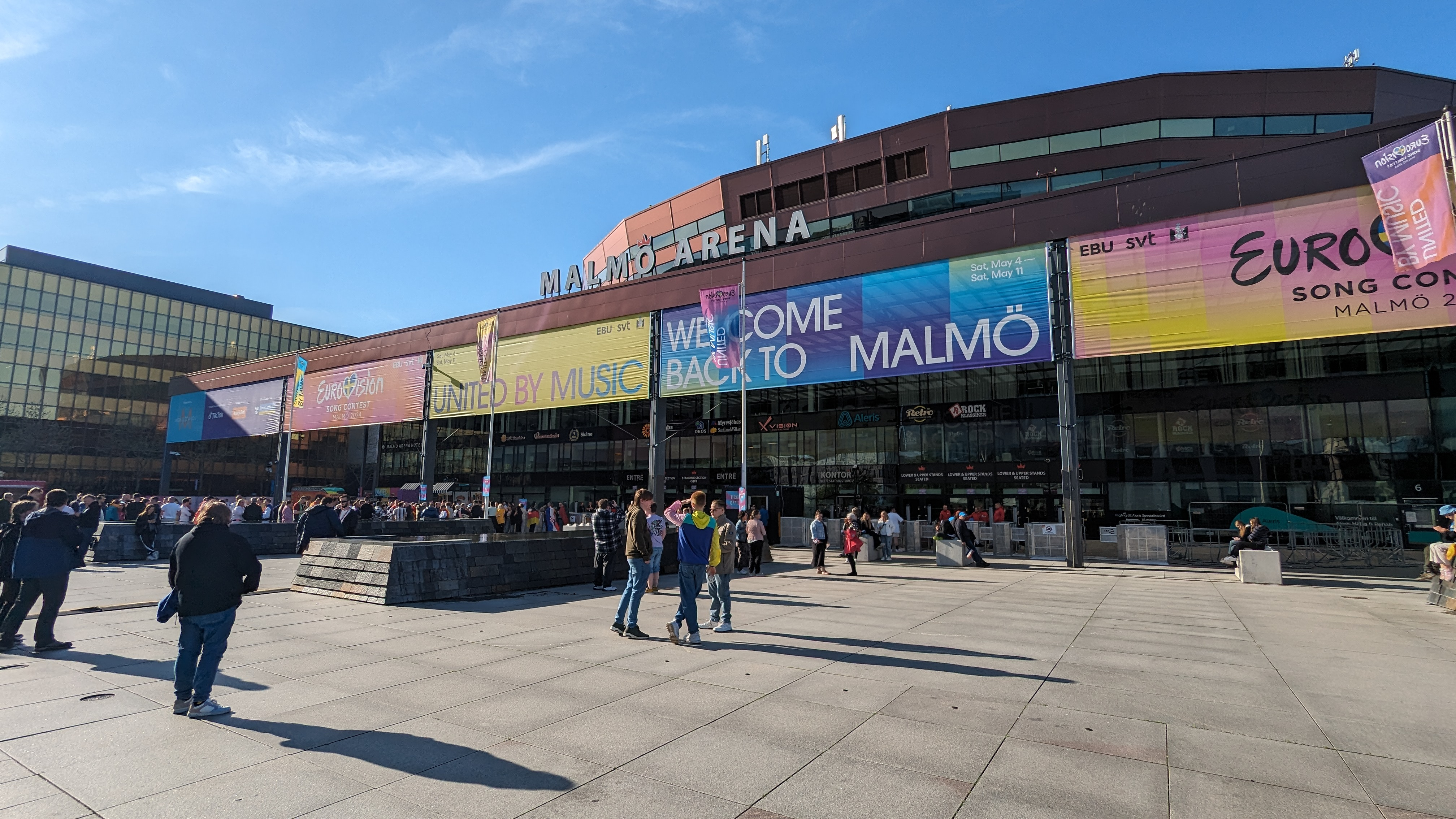
Malmö Arena udekorowana w plakaty promocyjne z motywem graficznym konkursu

We wrześniu 2023 EBU zapowiedziała rozpoczęcie sprzedaży biletów przed okresem bożonarodzeniowym. Pierwsza transza biletów na koncerty trafiła do sprzedaży 28 listopada. Ceny biletów wahały się od ok. 145 do 3795 koron szwedzkich. Oficjalnym partnetem sprzedaży była firma Ticketmaster.
Partnerem prezentacyjnym konkursu po raz kolejny został producent kosmetyków do włosów Moroccanoil, jako część pięcioletniego kontraktu podpisanego przez firmę z EBU. Oficjalnym partnerem edycji po raz kolejny została branża likieru Baileys, a oficjalną linią lotniczą – linia EasyJet. Po raz pierwszy partnerem konkursu została firma rejsowa Royal Caribbean Cruises. Oficjalnym partnerem rozrywkowym konkursu ponownie została aplikacja TikTok, za pomocą której upubliczniono m.in. nagrania z prób.
11 marca EBU ujawniła zmiany w formacie konkursu: producenci zadecydowali, że w celu zapewnienia „bardziej sprawiedliwych warunków gry w finale”, przedstawiciele krajów tzw. „Wielkiej Piątki” (tj. Francji, Hiszpanii, Niemiec, Wielkiej Brytanii i Włoch) oraz gospodarza (Szwecji) wystąpią w półfinałach, do których przydzielono ich jako głosujący. W związku z tym, że dzięki tej zmianie każdy utwór zostanie zaprezentowany na żywo przed finałem, zadecydowano również, że głosowanie w finale rozpocznie się na początku koncertu. Aby ułatwić głosowanie widzom z krajów nieuczestniczących, w których konkurs odbywa się w „niekorzystnych” godzinach, rozpoczęcie głosowania tzw. „reszty świata” zaplanowano na niedługo po zakończeniu zorganizowanej na dobę przed każdym z koncertów próby generalnej.

### Motyw graficzny, projekty sceny i pocztówek
W listopadzie 2023 EBU ogłosiła, że kolejne konkursy będą miały uniwersalny hasło United by Music (tłum. Zjednoczeni przez muzykę), czyli hasło przewodnie 67. Konkursu Piosenki Eurowizji (2023), ze względu na chęć umocnienia marki konkursu. Jednocześnie ujawniono, że rozpoczęto prace nad unikatowym konceptem wizualnym, który ostatecznie zaprezentowano 14 grudnia. Projekt autorstwa agencji Uncut i Bold Scandinavia przedstawia wielobarwne pasy ułożone w rytm korektorów graficznych o różnych sekwencjach. Motyw otrzymał przydomek eurowizyjnych świateł (ang. Eurovision lights) i jest również zainspirowany zjawiskiem zorzy polarnej. Jeden z autorów wizualizacji uznał, że celem projektantów było „użycie czystych, prostych gradientów jako podstawowych elementów do stworzenia tożsamości Eurowizji, która jest jasna, nowoczesna i przyszłościowa”.

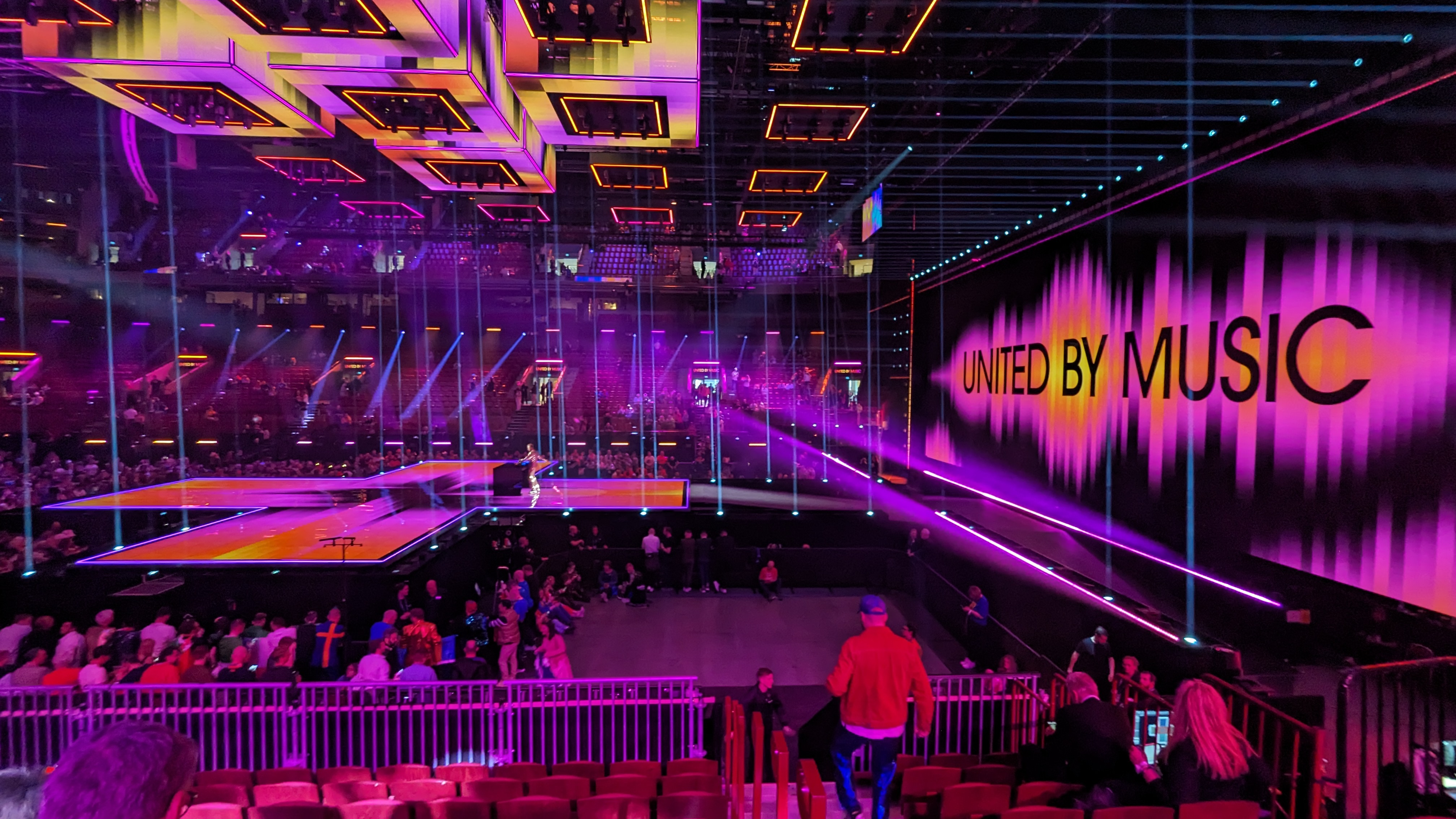
Scena konkursowa

19 grudnia zaprezentowano projekt sceny konkursowej autorstwa Floriana Wiedera, który stworzył projekt sceny na konkursy w 2011, 2012, 2015, 2017, 2018, 2019 i 2021; we współpracy z Fredrikiem Stormbym, który pracował nad scenografiami konkursów w 2013 i 2016. Scena konkursu składa się z centralnej struktury pośrodku hali otoczonej publicznością z każdej strony, co według kierowniczki wykonawczej ze strony szwedzkiej telewizji „daje [producentom] nieskończone możliwości stworzenia wyjątkowych przestrzeni i wrażeń zarówno dla uczestniczących artystów, jak i gości”.
Przed każdym występem konkursowym został pokazany krótki, ok. 40-sekundowy filmik (tzw. pocztówka). Każda pocztówka składała się z materiałów nakręconych przez uczestniczących artystów w „trybie selfie”, ukazujących samych artystów i reprezentowany przez nich kraj. Na każdym nagraniu wykorzystane zostały także archiwalne nagrania występów poprzednich reprezentantów danego kraju. Nowy sposób realizacji pocztówek miał na celu zmniejszenie śladu węglowego produkowanego podczas realizacji konkursu.

### Prowadzący

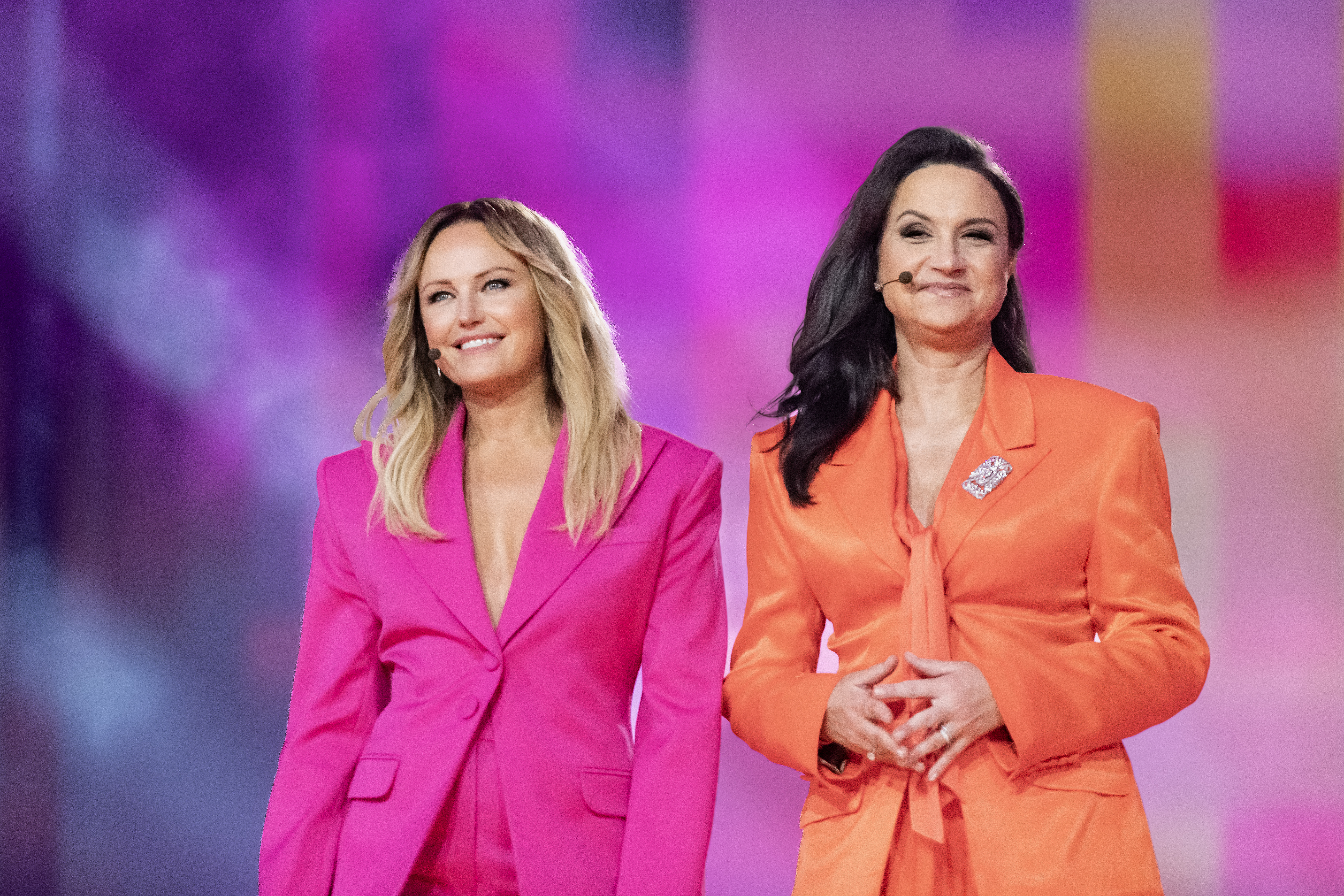
Prowadzące 68. Konkurs Piosenki Eurowizji: Malin Åkerman i Petra Mede

Po finale konkursu w 2023 rozpoczęły się spekulacje dotyczące prowadzących konkurs. Zwycięzca konkursu w 2015, Måns Zelmerlöw, początkowo wyraził chęć zostania prowadzącym, lecz później powiedział, że nie otrzymał od szwedzkiej telewizji zaproszenia, sugerując, że organizatorzy chcą „wypróbować coś nowego”. Pod koniec listopada pojawiły się doniesienia jakoby konkurs miała prowadzić Gina Dirawi.
5 lutego 2024 roku ujawniono, że wszystkie konkursowe koncerty poprowadzą: kanadyjska piosenkarka pochodzenia szwedzkiego Malin Åkerman oraz szwedzka prezenterka telewizyjna Petra Mede, która również prowadziła konkursy w 2013 i 2016.

### Losowanie półfinałów i kolejność występów
Państwa uczestniczące w pierwszym półfinale
     Finaliści głosujący w pierwszym półfinale
     Państwa uczestniczące w drugim półfinale
     Finaliści głosujący w drugim półfinale

Państwa uczestniczące w pierwszym półfinale
Finaliści głosujący w pierwszym półfinale
Państwa uczestniczące w drugim półfinale
Finaliści głosujący w drugim półfinale

Losowanie przydzielające poszczególne kraje do półfinałów odbyło się 30 stycznia 2024 w ratuszu w Malmö. Podczas wydarzenia odbyła się także m.in. ceremonia przekazania insygniów miasta. Ceremonię poprowadziły: Pernilla Månsson Colt i Farah Abadi. Podobnie jak w poprzednich latach, wszystkie kraje uczestniczące, poza Wielką Piątką (czyli Francją, Hiszpanią, Niemcami, Wielką Brytanią i Włochami) oraz gospodarzem (Szwecją), zostały podzielone na tak zwane koszyki, a ich ułożenie było zależne od statystyk głosowania mieszkańców danych państw w poprzednich konkursach. Państwa zostały podzielone na dwa półfinały. Podział na koszyki został opublikowany 29 stycznia 2024.
Oprócz podziału państw na poszczególne półfinały, w wyniku losowania ustalono również, w której połowie każdego z półfinałów mieli wystąpić reprezentanci poszczególnych państw oraz w którym mieli głosować finaliści, w związku z nierówną liczbą państw występujących w półfinałach, EBU zadecydowało o tym, że 15 państw wystąpi w pierwszym półfinale (7 krajów w pierwszej połowie, a w drugiej 8) oraz 16 państw w drugim półfinale. Z powodu zbiegu prób pierwszego półfinału równolegle z obchodami święta Jom ha-Szoa w Izraelu, EBU zgodziła się na automatyczne przydzielenie kraju do drugiego półfinału na początku ceremonii.
16 kwietnia ogłoszono, że zostaną wprowadzone zmiany w układaniu kolejności startowej finału. Do tej pory uczestnicy zakwalifikowani do finału (z wyjątkiem kraju gospodarza, który od razu losował numer startowy) losowali połowę finału, w której wystąpią, na podstawie tego losowania organizatorzy układali kolejność startową. Od tego roku kraje, które awansują do finału mogą wylosować jedną z trzech opcji: pierwszą i drugą połowę (jak do tej pory) lub nowość – tzw. „wybór producenta”, który pozwoli producentom na umieszczenie takiego uczestnika w dowolnej pozycji startowej finału. W związku z tym ustalono, że 13 krajów wylosuje „wybór producenta”, natomiast po 6 krajów pierwszą i drugą połówkę. Zmiana ta ma na celu zwiększyć wpływ producentów na układanie kolejności startowej, a także zmniejszyć możliwość sytuacji, w której większość utworów o podobnym gatunku muzycznym, występuje w jednej połowie.
| Koszyk 1                                                         | Koszyk 2                                                        | Koszyk 3                                                            | Koszyk 4                                                     | Koszyk 5                                                      |
| ---------------------------------------------------------------- | --------------------------------------------------------------- | ------------------------------------------------------------------- | ------------------------------------------------------------ | ------------------------------------------------------------- |
| - Albania - Austria - Chorwacja - Serbia - Słowenia - Szwajcaria | - Australia - Dania - Estonia - Finlandia - Islandia - Norwegia | - Armenia - Azerbejdżan - Gruzja - Izrael - Litwa - Łotwa - Ukraina | - Cypr - Grecja - Irlandia - Malta - Portugalia - San Marino | - Belgia - Czechy - Holandia - Luksemburg - Mołdawia - Polska |

Szczegółowa kolejność występów w półfinałach została ustalona przez produkcję i podana do wiadomości publicznej 26 marca, natomiast pełna kolejność występów w finale została ustalona przez produkcję i podana do wiadomości publicznej 10 maja. 11 marca podczas zjazdu delegacji, kraj gospodarz (Szwecja) wylosował 1. pozycję w finale.

### Występy otwarcia i interwały

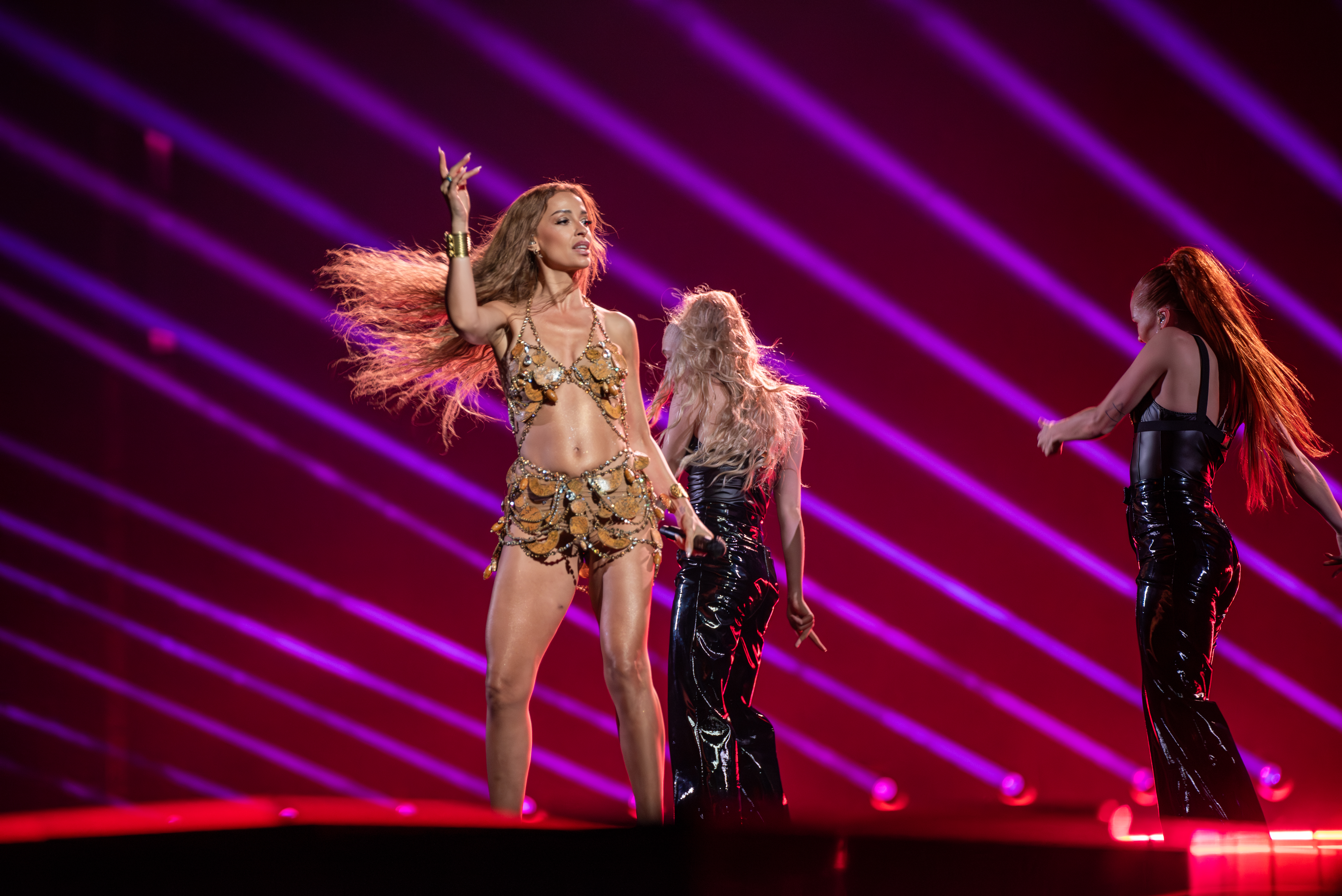
Eleni Foureira podczas występu otwarcia pierwszego półfinału konkursu

Pierwszy półfinał otworzył występ pt. „United by Music” w wykonaniu byłych uczestników konkursu, którzy podczas niego wykonali swoje konkursowe utwory z poprzednich lat: Eleni Fureira, reprezentantka Cypru w 2018, wykonała utwór „Fuego”; Eric Saade, reprezentant Szwecji w 2011, zaśpiewał „Popular”. Występ zakończyła Chanel, reprezentantka Hiszpanii w 2022, wykonem „SloMo”. W ramach występów interwałowych wybrzmiały: medley utworów Benjamina Ingrosso, reprezentanta Szwecji w 2018, składający się z piosenek „Look Who’s Laughing Now”, „Kite” i „Honey Boy”, oraz występ Johnniego Logana, trzykrotnego zwycięzcy konkursu dla Irlandii (dwa razy jako wykonawca w 1980, 1987, raz jako autor w 1992), który zaprezentował cover zwycięskiej piosenki Loreen w 2012 roku, „Euphoria”. Według dziennika Aftonbladet początkowo miał on wystąpić w duecie z samą Loreen, lecz wycofała ona swój udział z interwału na kilka tygodni przed konkursem.
Drugi półfinał konkursu otworzył wcześniej nagrany segment, w którym prowadzące Malin Åkerman i Petra Mede zaprezentowały parodię zeszłorocznej zwycięskiej piosenki „Tattoo”. W ramach występów interwałowych odbyło się m.in. wspólne śpiewanie dawnych zwycięskich piosenek, w ramach którego Charlotte Perrelli wykonała „Take Me to Your Heaven” – zwycięską kompozycję z 1999, Sertab Erener zaśpiewała swój utwór „Everyway That I Can”, który zwyciężył w 2003, a Elena Paparizou zaprezentowała „My Number One” z 2005. Podczas przerwy na głosowanie został wykonany również skecz zatytułowany „We Just Love Eurovision Too Much” w wykonaniu Petry Mede, w którym gościnnie wystąpili: Perrelli, Sarah Dawn Finer pod postacią Lyndy Woodruff oraz Käärijä, reprezentant Finlandii w konkursie w 2023 roku, zaśpiewał swój konkursowy utwór „Cha Cha Cha”. Po poznaniu wyników wystąpili zwycięzcy konkursu w 1984 roku, Herreys.

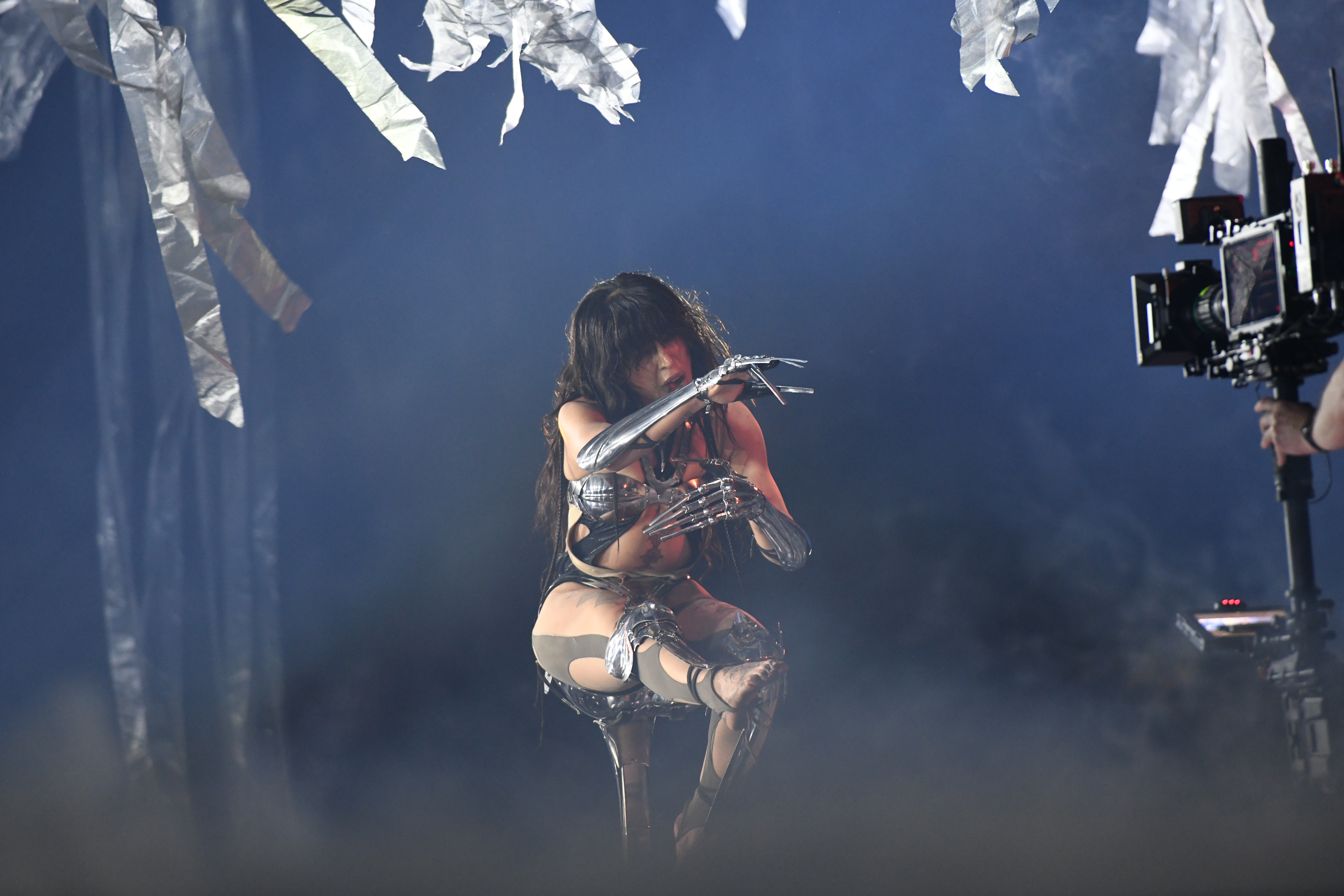
Loreen podczas występu interwałowego w ramach próby kostiumowej finału

W trakcie otwarcia koncertu finałowego tradycyjnie odbyła się parada flag finalistów, naznaczona szwedzkimi hitami muzycznymi (mianowicie: Icona Pop feat. Charli XCX – „I Love It”, Ace of Base – „Beautiful Life”, Roxette – „The Look”, Lykke Li – „I Follow Rivers”, Axwell & Ingrosso – „Sun Is Shining”, ABBA – „Gimme! Gimme! Gimme! (A Man After Midnight)” i „The Winner Takes It All”). Po zakończeniu ostatniego występu zespół Alcazar wykonał „Crying at the Discoteque”. Następnie został wyświetlony krótki filmik z dedykacją od zespołu ABBA – zwycięzców konkursu w 1974, po czym wybrzmiał cover ich zwycięskiego utworu „Waterloo” w wykonaniu innych zwycięzców: wyżej wspomnianej Perrelli, Caroli (zwyciężczyni konkursu w 1991) oraz Conchity Wurst (zwycięzca konkursu w 2014). Ciąg występów interwałowych zakończyła zwyciężczyni poprzedniej edycji konkursu, Loreen, która zaprezentowała nowy singel „Forever” oraz zwycięską propozycję „Tattoo”.

### Próby
W dniach 27–30 kwietnia odbyły się pierwsze próby techniczne półfinalistów, zaś od 1 do 3 maja odbyły się drugie próby. Państwa automatycznie awansujące do finału (Wielka Piątka i gospodarz – Szwecja) miały swoje pierwsze próby 2, a drugie 4 maja. W czasie pierwszych prób każda delegacja miała przydzielone 30 minut, natomiast podczas drugich – 20 minut.
Dzień przed każdym z kolejnych koncertów (6, 8 maja – półfinały i 10 maja – finał) odbyły się po dwie próby kostiumowe, z czego podczas jednej (tzw. próby jurorskiej) występy były oceniane przez jurorów i przyznane zostały punkty jurorskie. Natomiast w dni koncertów odbyły się próby generalne.

## Kontrowersje

### Udział Izraela w konkursie

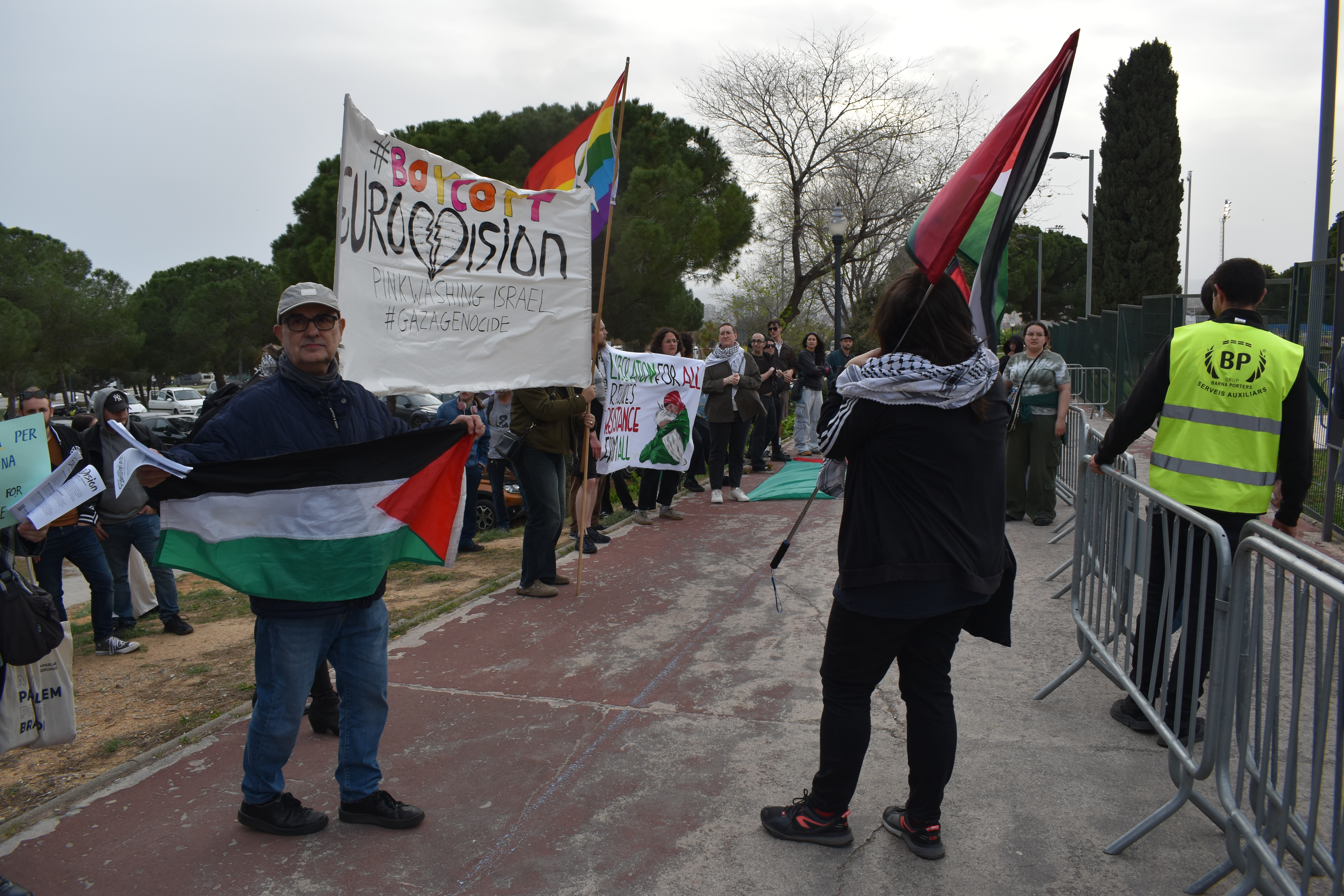
Grupa osób protestujących udział Izraela w 68. Konkursie Piosenki Eurowizji przed koncertem promocyjnym Barcelona Eurovision Party w Barcelonie

W wyniku trwającej wojny Izraela z Hamasem pojawiły się głosy o niedopuszczeniu do udziału w konkursie izraelskiej telewizji. W obliczu kryzysu humanitarnego wywołanego przez działanie izraelskich wojsk na terytorium Palestyny, jako gest solidarności z Palestyńczykami, społeczności i organizacje m.in. w Belgii, Danii, Finlandii, Hiszpanii, Islandii, Irlandii, Norwegii, Słowenii oraz organizującej konkurs Szwecji podjęły się protestów i nawoływały do bojkotu wydarzenia. W reakcji na te głosy Europejska Unia Nadawców (EBU) wskazała, iż Izrael spełnia wszystkie kryteria uczestnictwa, a sama Eurowizja jest konkursem państw, a nie rządów. Członkowie ruchu pokojowego „Bojkot, Wycofanie Inwestycji i Sankcje” oraz organizacje wspierające prawa osób LGBT w Palestynie argumentowały, że udział tego kraju w konkursie stanowi próbę zatajania lub ukrywania występków i przestępstw popełnianych przez reżim (tzw. „whitewashing”) oraz wykorzystanie sztuki i artystów w pozytywny sposób, aby odwrócić uwagę od negatywnych działań jednostki, organizacji, kraju lub rządu („artwashing”).
Wiele stowarzyszeń kompozytorów i autorów tekstów skierowało petycje mające na celu wyrażenie sprzeciwu wobec udziału Izraela w wydarzeniu do lokalnego nadawcy publicznego, natomiast organizacja „Twórcza Społeczność za Pokojem” stworzyła petycję popierającą udział Izraela w konkursie, pod której ustaleniami podpisało się ponad 400 sygnatariuszy. W styczniu nadawca RÚV z Islandii ujawnił, iż pomimo obecności kraju w prowizorycznej stawce uczestników, jego udział nie jest pewny ze względu na sytuację na Bliskim Wschodzie, oraz że decyzja dotycząca udziału należeć ma do zwycięzcy konkursu pełniącego rolę krajowych preselekcji; delegacja ostatecznie zadecydowała, że kraj weźmie udział w konkursie. Aktywiści zakłócali przebieg krajowych eliminacji do konkursu w Norwegii, Szwecji, Danii i Finlandii.
W lutym pojawiły się doniesienia, jakoby piosenką, z którą zwyciężczyni eliminacji Eden Golan ma reprezentować kraj w wydarzeniu, ma być propozycja „October Rain”, której tekst rzekomo miał opowiadać o wydarzeniach z 7 października – dnia rozpoczęcia inwazji struktur Hamasu na Izrael, co wzbudziło kontrowersje w mediach z powodu domniemanej polityzacji konkursu, co jest niezgodne z jego zasadami. Kilka dni później dziennik Ynet doniósł, jakoby propozycja została odrzucona przez przedstawicieli EBU ze względu na polityczną treść, w odpowiedzi na co izraelski nadawca KAN ogłosił, że gdyby został poproszony o zmianę treści utworu, nie zrobiłby tego i w zamian wycofałby się z konkursu, a następnie opublikował słowa piosenki. Minister kultury i sportu Izraela, Miki Zohar, nazwał zamiar odrzucenia piosenki „skandalicznym” i wezwał EBU „aby w dalszym ciągu działała profesjonalnie i neutralnie oraz nie pozwalała, aby polityka wpływała na sztukę”, a prezydent Izraela, Jicchak Herzog, podkreślił znaczenie udziału kraju w Eurowizji i chęć rozwiązania konfliktu między EBU a Izraelem.
Pod koniec lutego Ynet ponownie doniósł, jakoby propozycja kraju miała zostać odrzucona przez EBU z powodu zawarcia w niej politycznego przesłania – tym razem to utwór „Dance Forever” autorstwa samej Golan. Telewizja KAN potwierdziła obydwa donosy 3 marca, ujawniając również, iż po dyskusjach przystali oni na zmianę tekstu obydwu odrzuconych utworów w celu wybrania potem lepszego z nich. Niedługo później potwierdzono, iż nadawca wybrał propozycję „Hurricane” – wersję pierwszego utworu „October Rain” ze zmienionym tekstem. Piosenka została zatwierdzona przez EBU 7 marca, co zapewniło udział Izraela w konkursie.

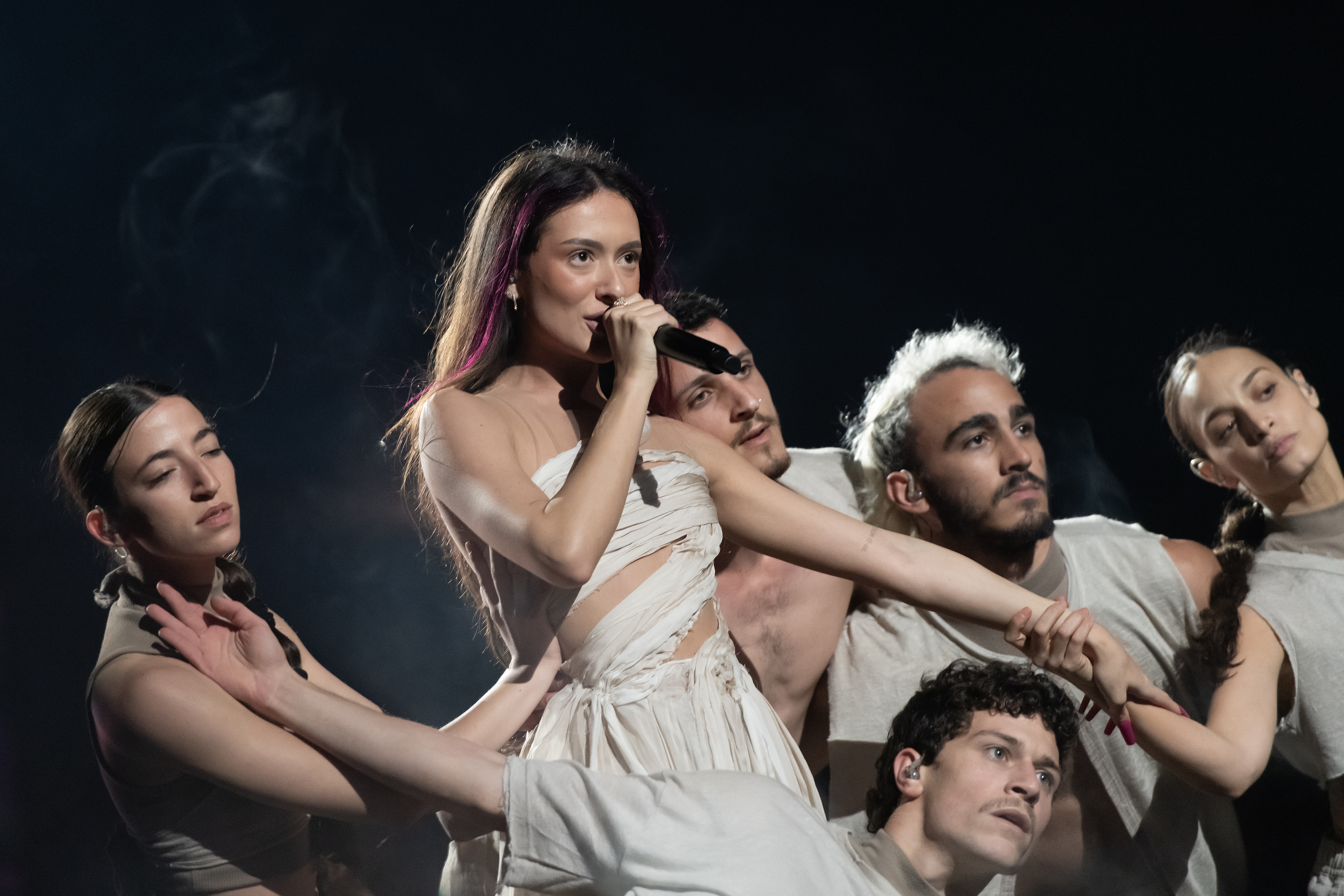
Eden Golan w trakcie swojego występu podczas próby kostiumowej finału konkursu

Pod koniec marca kilkoro uczestników konkursu, mianowicie: Bambie Thug (Irlandia), Gåte (Norwegia), Iolanda (Portugalia), Megara (San Marino), Mustii (Belgia), Nemo (Szwajcaria), Olly Alexander (Wielka Brytania), Saba (Dania), Silvester Belt (Litwa) oraz Windows95man (Finlandia), wydało oświadczenie, w którym wyrazili oni „solidarność z opresjonowanymi” i „płynące z głębi serca życzenie pokoju”. Wielu artystów zaproszonych do występu w ramach programu wioski eurowizyjnej, w tym m.in. finaliści Melodifestivalen 2024 Medina i Dotter, zdecydowało się zrezygnować z występów jako sprzeciw udziałowi Izraela – w wyniku wycofania się ponad dwudziestu artystów porzucono plany organizacji ulicy eurowizyjnej. 9 kwietnia opublikowano oświadczenie zastępcy dyrektora generalnego EBU Jeana Philipa De Tender, który wyraził wsparcie dla wolności słowa i prawa do opinii, jednocześnie sprzeciwiając się „wszelkim formom nadużyć w Internecie, nawoływaniu do nienawiści lub nękaniu skierowanym przeciwko [konkurującym] artystom lub jakimkolwiek osobom związanym z konkursem”, a dzień później w radzie miasta Malmö odbyły się dyskusje dotyczące inicjatywy obywatelskiej dotyczącej prośby wystosowanej wobec władz miasta o zrezygnowanie z organizowania w nim konkursu. Ostatecznie radni zagłosowali jednogłośnie przeciwko takiemu rozwiązaniu.
Podczas pierwszego półfinału konkursu Eric Saade, występujący w ramach występu otwarcia, miał założoną kefiję, będącą symbolem palestyńskiego ruchu narodowego, na co rzecznik EBU wypowiedział się w następujący sposób: Wszyscy wykonawcy zostali zapoznani z zasadami konkursu i żałujemy, że Eric Saade nie zdecydował się na kompromis w sprawie apolitycznego charakteru wydarzenia. Wykonawca odparł, że jego ubiór został mu podarowany przez ojca i reprezentuje wyłącznie jego pochodzenie, po czym oskarżył organizatorów o rasizm. Reprezentująca Irlandię Bambie Thug podczas prób nosiła makijaż, którego częścią były słowa „wolność dla Palestyny” oraz „zawieszenie broni” w piśmie ogamicznym, lecz przed rozpoczęciem pierwszego półfinału organizatorzy koncertu kazali jej usunąć tę część stroju. Podczas prób drugiego półfinału, odbywających się 8 i 9 maja, Eden Golan została wybuczana przez publiczność, na co telewizja KAN odpowiedziała: „nie uciszyli jej i nie uciszą nas”. Jeden ze związków zawodowych belgijskiego nadawcy VRT przerwał początek transmisji drugiego półfinału w celu wyświetlenia wiadomości potępiającej „łamanie praw człowieka przez Państwo Izrael” i nawołującej do „zaprzestania ludobójstwa”. Podczas samego występu półfinałowego, artystka ponownie została wybuczana, co zostało zagłuszone w przekazie telewizyjnym nagranymi wcześniej oklaskami.

### Bezpieczeństwo i potencjalne zagrożenia
Już u początków wojny Izraela z Hamasem w listopadzie 2023 producenci z ramienia SVT oświadczyli, iż zamierzają zwiększyć środki bezpieczeństwa i utrzymywać bliski kontakt z policją na czas wydarzenia, powołując się na ryzyko potencjalnych objawów terroryzmu wywołanych przez „sytuację na Bliskim Wschodzie”. Dyrektor ds. zrównoważonego rozwoju i bezpieczeństwa miasta Malmö Per-Erik Ebbeståhl powiedział podczas konferencji prasowej w kwietniu: Podejmujemy środki, które policja uważa za niezbędne w przypadku międzynarodowego wydarzenia takiego jak Eurowizja. Będziemy mieć bramki alarmowe przy wejściach do wioski eurowizyjnej i kontrolowane wejścia. Naszym wspólnym celem jest to, aby w centrum uwagi byli ludzie, spotkania i wydarzenia, a nie nasze środki bezpieczeństwa.
Szef szwedzkiej policji Per Engström dodał w wywiadzie dla SVT, że policja sprowadziła „specjalną technologię i wyposażenie, które mogą przeciwdziałać nadlatującym dronom zagrażającym konkursowi”, a bezpieczeństwa w okolicach Malmö Areny, miejsc zakwaterowania oraz podczas zaplanowanych demonstracji będzie aktywnie strzegła ekipa złożona z funkcjonariuszy z pobliskiej Danii i Norwegii; na zaproszenie policji w sprawę angażują się także siły zbrojne Szwecji. Zwiastowano także utworzenie strefy zakazu lotów w celu poprzestania potencjalnych ataków dronów. Pod koniec kwietnia ujawniono, że grupa złożona z ok. 30 więźniów osadzonych na terenie Malmö zostanie przeniesiona do ośrodków penitencjarnych w Göteborgu na czas konkursu. Ma to na celu zwolnienie miejsca w lokalnych więzieniach w Malmö dla potencjalnych przestępców działających podczas tygodnia eurowizyjnego. W kwietniu ujawniono, że spośród ponad sześciuset wolontariuszy zrezygnowało prawie sześćdziesięciu, a głównymi powodami większości rezygnacji był udział Izraela w konkursie i kwestia bezpieczeństwa.

### Przerwanie transmisji pierwszego półfinału w Serbii
Podczas transmisji pierwszego półfinału serbski kanał RTS1 przerwał transmisję konkursu w trakcie występu reprezentantki Polski, Luny, w celu nadania osobnej transmisji z portu lotniczego w Belgradzie, gdzie w tym samym czasie został powitany przewodniczący Chińskiej Republiki Ludowej Xi Jinping. Transmisja konkursu została przeniesiona na kanał RTS2, gdzie wyemitowano koniec polskiego występu, a także występy konkurujących reprezentantów Chorwacji i Islandii, po czym wróciła na antenę głównego kanału telewizji serbskiej po około 25 minutach. Widzowie konkursu zarzucili serbskiej telewizji złamanie regulaminu, w którym zaznaczono, że wydarzenie musi być transmitowane w całości, bez przerw, co zrodziło u wielu fanów przekonanie, że EBU powinna interweniować i nadać Serbom karę finansową za podejrzewane złamanie zasad.

### Wyniki włoskiego głosowania w półfinale
Pod koniec transmisji drugiego półfinału konkursu włoski nadawca Rai pokazał szczegółowe, procentowe wyniki głosowania widzów we Włoszech, co było niezgodne z regułą EBU mówiącą o tym, że wyniki półfinałów nie mogą zostać w żaden sposób opublikowane przed zakończeniem finału. W komunikacie prasowym wydanym następnego dnia wytłumaczono, że przedstawione wyniki były wyłącznie częścią oddanych głosów, a nadawca przeprosił za incydent organizatorów oraz zapewnił, że nie będzie miał on wpływu na regulaminowość wyniku włoskiego głosowania w finale.

### Dyskwalifikacja Holandii z udziału w finale

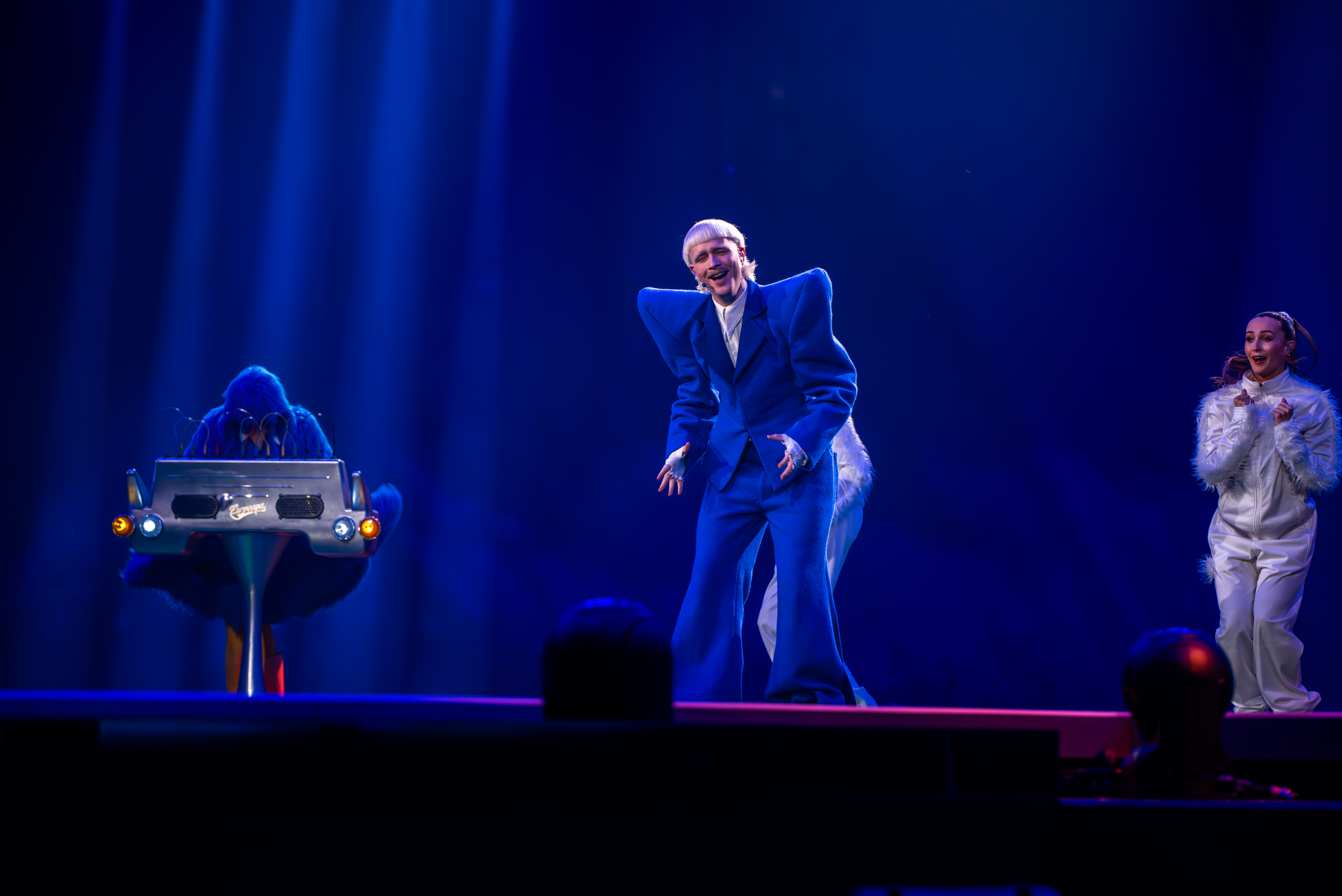
Joost Klein podczas swojego występu w drugim półfinale konkursu

Podczas próby kostiumowej konkursu 10 maja pominięto planowany występ reprezentującego Holandię Joosta Kleina, w wyniku czego zrodziły się spekulacje o jego możliwej dyskwalifikacji. Niedługo później EBU oświadczyła w komunikacie prasowym, że „obecnie prowadzi dochodzenie w sprawie zgłoszonego incydentu z udziałem holenderskiego artysty” oraz że „nie będzie on odbywał prób aż do odwołania”. Szwedzki nadawca SVT doniósł za pomocą serwisu Nyheter, że za kulisami doszło do „fizycznej konfrontacji” pomiędzy artystą a fotografem. Holender nie zjawił się na próbie jurorskiej wieczorem tego samego dnia – zamiast ponownego występu pokazano jego prezentację w drugim półfinale. Późnym wieczorem tego dnia został on przesłuchany przez szwedzką policję.
W dzień finału, 11 maja, kraj został zdyskwalifikowany z udziału w konkursie oraz potwierdzono, że dyskwalifikacja Kleina dotyczy „nieodpowiedniego zachowania” z jego strony wobec pracownicy. EBU podkreśliła, że prowadzi politykę zerowej tolerancji wobec takich wydarzeń. Holenderski nadawca AVROTROS odpowiedział, że uważa, że dyskwalifikacja jest „nieproporcjonalna” wobec zachowania uczestnika. Mimo nieobecności kraju, kolejność startowa nie uległa zmianie oraz holenderskie jury i publiczność nadal przyznawały punkty uczestniczącym krajom. Tego samego dnia holenderska telewizja opublikowała swoje oficjalne oświadczenie, w którym wytłumaczyła, że artysta wykonał grożący gest w stronę dziennikarki, która nie przestała nagrywać go mimo jego próśb, jednak nie doszło do fizycznej konfrontacji. Wykluczenie Kleina spotkało się z olbrzymią krytyką wśród fanów konkursu. Jeszcze przed finałem petycja, w której internauci domagali się przywrócenia Holandii do konkursu, została podpisana w serwisie Change.org przez ponad 190 tys. osób. Po próbie generalnej konkursu Nikkie de Jager, która miała podać punkty kraju w finale, zrezygnowała z tej roli. 12 sierpnia 2024 szwedzka prokuratura oświadczyła, że śledztwo wobec Kleina zostało zakończone. W odniesieniu do oskarżeń wobec artysty Prokurator Fredrik Jönsson stwierdził: „Nie mogę wykazać że czyn ten mógł wywołać poważny strach lub że mężczyzna miał taki zamiar”. Tego samego dnia EBU wydało oświadczenie, w którym ogłoszono, że „Decyzja o dyskwalifikacji Kleina [...] została podjęta w ścisłej zgodności z zasadami Konkursu [...] i procedurami zarządzania [...]” oraz „[...] dochodzenie [prowadzono] w sprawie tego, czy popełniono przestępstwo, a nie tego, czy pan Klein zachowywał się niewłaściwie i naruszył zasady i procedury ESC. Te nowe informacje nie mają zatem żadnego wpływu na naszą decyzję, którą całkowicie podtrzymujemy”.

### Zakazane flagi

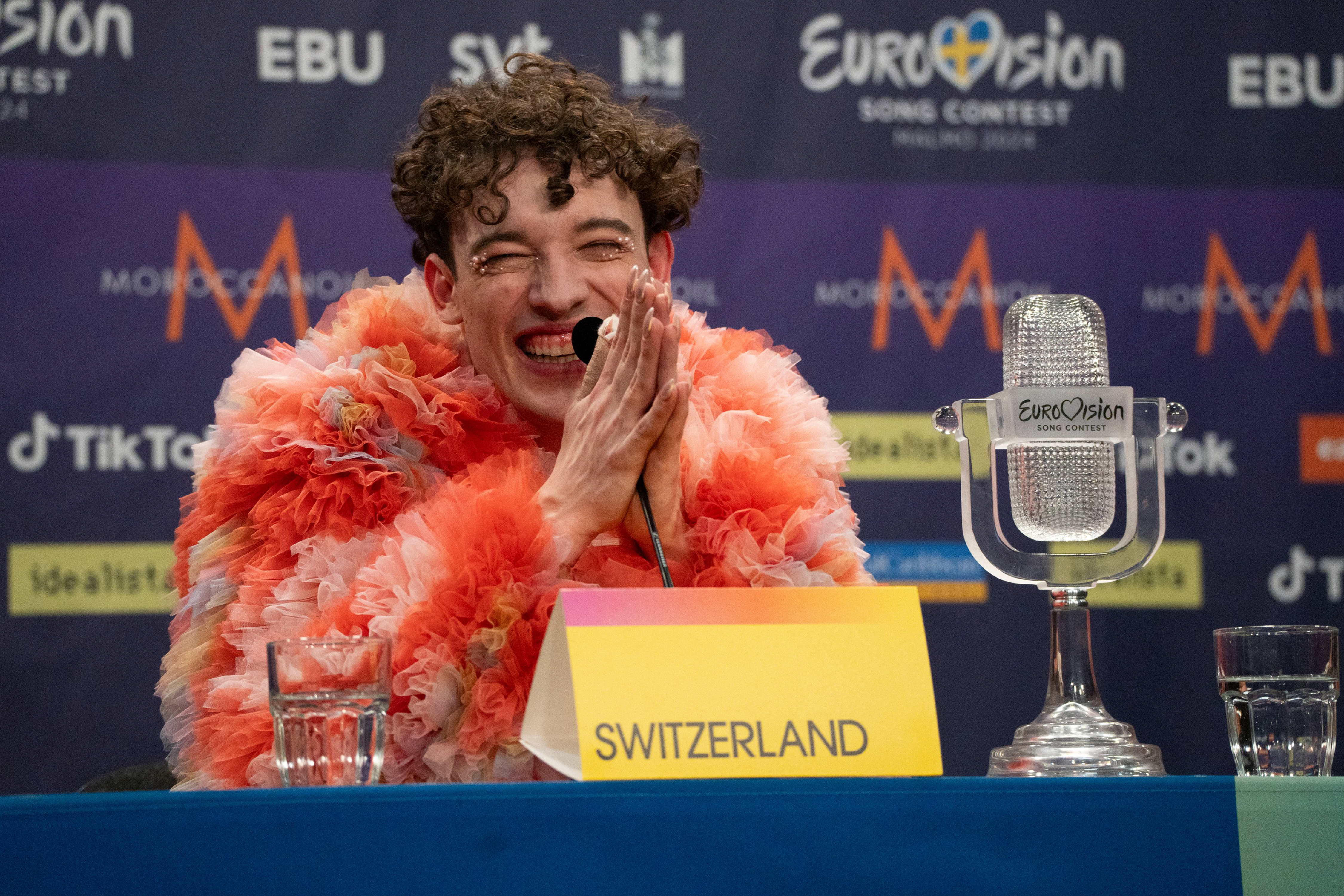
Nemo podczas konferencji prasowej zwycięzcy po finale konkursu

Wśród flag zakazanych do wnoszenia do areny podczas finałowego koncertu znalazły się flagi społeczności LGBT oprócz tęczowej flagi (co zignorował ostateczny zwycięzca Nemo, który przemycił flagę osób niebinarnych do hali i zarzucił organizatorom „podwójne standardy”), jak i m.in. flaga europejska, co spotkało się z dezaprobatą wiceprzewodniczącego Komisji Europejskiej Margaritisa Schinasa, który oskarżył organizatorów o sprzyjanie „wrogom Europy” na niedługo przed wyborami do Parlamentu Europejskiego, po czym złożył on skargę w tej sprawie do EBU. 16 maja EBU wysłała mu odpowiedź, w której wytłumaczyła, iż „ze względu na zwiększone napięcia geopolityczne podczas tegorocznej imprezy polityka flagowa była egzekwowana bardziej rygorystycznie, niż zazwyczaj” oraz zapowiedziała, że polityka flagowa zostanie przedyskutowana przed przyszłorocznym konkursem.

## Kraje uczestniczące
Nadawcy publiczni mogli do 15 września 2023 złożyć wniosek o udział w konkursie, a do 11 października mieli czas na wycofanie ich bez narażania się na sankcje finansowe. 5 grudnia potwierdzono, że w 68. Konkursie Piosenki Eurowizji wezmą udział nadawcy publiczni z trzydziestu siedmiu krajów, w tym m.in. telewizja z Luksemburga, powracająca do konkursu po trzydziestu latach nieobecności. Zaznaczono wówczas również, iż prowadzone są dyskusję z telewizją rumuńską, która nie znalazła się na liście, lecz ostatecznie kraj zrezygnował z udziału.

### Powracający artyści
W 68. Konkursie Piosenki Eurowizji wystąpiło dwóch wykonawców, którzy już w przeszłości występowali w konkursie. Reprezentantką Mołdawii została Natalia Barbu, która reprezentowała już wcześniej kraj w konkursie w 2007. Przedstawicielką Islandii ponownie została Hera Björk, która reprezentowała kraj podczas konkursu w 2010 oraz wspierała wokalnie reprezentantów Islandii w 2008 (zespół Eurobandið), 2009 (Yohanna) i 2015 (María Ólafsdóttir).
Współautorem piosenki „Veronika” piosenkarki Raiven reprezentującej Słowenię jest Bojan Cvjetićanin, który – jako członek zespołu Joker Out – reprezentował kraj w konkursie w 2023.

## Uczestnicy i wyniki

### Pierwszy półfinał
- Pierwszy półfinał odbył się 7 maja 2024 o godzinie 21:00 (CEST).
- Podczas koncertu wystąpili przedstawiciele 15 uczestników półfinału, a także państw-finalistów: Niemiec, Szwecji i Wielkiej Brytanii.
- Możliwość głosowania mieli telewidzowie krajów rywalizujących w tym koncercie oraz państw-finalistów w nim występujących, jak i widzowie z krajów nieuczestniczących („reszta świata”).
- Do finału zakwalifikowało się dziesięć krajów z największą liczbą punktów zdobytych w głosowaniu telewidzów.

| Lp. | Kraj        | Wykonawca                   | Utwór                     | Język                | Miejsce | Punkty |
| --- | ----------- | --------------------------- | ------------------------- | -------------------- | ------- | ------ |
| 1   | Cypr        | Silia Kapsis                | „Liar”                    | angielski            | 6       | 67     |
| 2   | Serbia      | Teya Dora                   | „Ramonda”                 | serbski              | 10      | 47     |
| 3   | Litwa       | Silvester Belt              | „Luktelk”                 | litewski             | 4       | 119    |
| 4   | Irlandia    | Bambie Thug                 | „Doomsday Blue”           | angielski            | 3       | 124    |
| 5   | Ukraina     | Alyona Alyona i Jerry Heil  | „Teresa & Maria”          | ukraiński            | 2       | 173    |
| 6   | Polska      | Luna                        | „The Tower”               | angielski            | 12      | 35     |
| 7   | Chorwacja   | Baby Lasagna                | „Rim Tim Tagi Dim”        | angielski            | 1       | 177    |
| 8   | Islandia    | Hera Björk                  | „Scared of Heights”       | angielski            | 15      | 3      |
| 9   | Słowenia    | Raiven                      | „Veronika”                | słoweński            | 9       | 51     |
| 10  | Finlandia   | Windows95man                | „No Rules!”               | angielski            | 7       | 59     |
| 11  | Mołdawia    | Natalia Barbu               | „In the Middle”           | angielski            | 13      | 20     |
| 12  | Azerbejdżan | Fahree feat. İlkin Dövlətov | „Özünlə apar”             | angielski, azerski   | 14      | 11     |
| 13  | Australia   | Electric Fields             | „One Milkali (One Blood)” | angielski            | 11      | 41     |
| 14  | Portugalia  | Iolanda                     | „Grito”                   | portugalski          | 8       | 58     |
| 15  | Luksemburg  | Tali                        | „Fighter”                 | francuski, angielski | 5       | 117    |

Legenda:
     Kraje zakwalifikowane do finału
Tabela punktacyjna pierwszego półfinału
| Awans do finału     | Awans do finału | Kraje głosujące | Kraje głosujące | Kraje głosujące | Kraje głosujące | Kraje głosujące | Kraje głosujące | Kraje głosujące | Kraje głosujące | Kraje głosujące | Kraje głosujące | Kraje głosujące | Kraje głosujące | Kraje głosujące | Kraje głosujące | Kraje głosujące | Kraje głosujące | Kraje głosujące | Kraje głosujące | Kraje głosujące | Kraje głosujące | Kraje głosujące | Kraje głosujące | Kraje głosujące | Kraje głosujące | Kraje głosujące | Kraje głosujące | Kraje głosujące | Kraje głosujące | Kraje głosujące | Kraje głosujące | Kraje głosujące | Kraje głosujące | Kraje głosujące | Kraje głosujące | Kraje głosujące | Kraje głosujące | Kraje głosujące | Kraje głosujące | Kraje głosujące | Kraje głosujące | Kraje głosujące |
| Awans do finału     | Awans do finału | Suma punktów    | Cypr            | Serbia          | Litwa           | Irlandia        | Ukraina         | Polska          | Chorwacja       | Islandia        | Słowenia        | Finlandia       | Mołdawia        | Azerbejdżan     | Australia       | Portugalia      | Luksemburg      | Niemcy          | Szwecja         | Wielka Brytania | Reszta świata   |                 |                 |                 |                 |                 |                 |                 |                 |                 |                 |                 |                 |                 |                 |                 |                 |                 |                 |                 |                 |                 |
| Uczestnicy konkursu | Cypr            | 67              |                 | 4               |                 | 1               |                 |                 | 4               | 4               | 7               | 2               | 12              | 12              | 7               | 8               | 4               |                 | 1               | 1               |                 |                 |                 |                 |                 |                 |                 |                 |                 |                 |                 |                 |                 |                 |                 |                 |                 |                 |                 |                 |                 |                 |
| Uczestnicy konkursu | Serbia          | 47              | 5               |                 |                 |                 |                 |                 | 12              |                 | 10              |                 |                 | 5               |                 | 1               | 5               | 5               |                 |                 | 4               |                 |                 |                 |                 |                 |                 |                 |                 |                 |                 |                 |                 |                 |                 |                 |                 |                 |                 |                 |                 |                 |
| Uczestnicy konkursu | Litwa           | 119             | 10              | 2               |                 | 12              | 10              | 7               | 3               | 7               | 6               | 7               | 2               | 3               | 6               | 4               | 10              | 8               | 5               | 12              | 5               |                 |                 |                 |                 |                 |                 |                 |                 |                 |                 |                 |                 |                 |                 |                 |                 |                 |                 |                 |                 |                 |
| Uczestnicy konkursu | Irlandia        | 124             | 6               | 7               | 8               |                 | 8               | 8               | 6               | 3               | 4               | 8               | 5               | 6               | 10              | 7               | 6               | 6               | 6               | 10              | 10              |                 |                 |                 |                 |                 |                 |                 |                 |                 |                 |                 |                 |                 |                 |                 |                 |                 |                 |                 |                 |                 |
| Uczestnicy konkursu | Ukraina         | 173             | 12              | 6               | 12              | 8               |                 | 12              | 8               | 10              | 8               | 10              | 10              | 10              | 8               | 12              | 8               | 10              | 10              | 7               | 12              |                 |                 |                 |                 |                 |                 |                 |                 |                 |                 |                 |                 |                 |                 |                 |                 |                 |                 |                 |                 |                 |
| Uczestnicy konkursu | Polska          | 35              |                 |                 | 4               | 7               | 3               |                 |                 | 8               | 1               |                 |                 |                 | 1               |                 |                 | 2               | 3               | 6               |                 |                 |                 |                 |                 |                 |                 |                 |                 |                 |                 |                 |                 |                 |                 |                 |                 |                 |                 |                 |                 |                 |
| Uczestnicy konkursu | Chorwacja       | 177             | 7               | 12              | 10              | 10              | 12              | 10              |                 | 12              | 12              | 12              | 8               | 7               | 12              | 6               | 7               | 12              | 12              | 8               | 8               |                 |                 |                 |                 |                 |                 |                 |                 |                 |                 |                 |                 |                 |                 |                 |                 |                 |                 |                 |                 |                 |
| Uczestnicy konkursu | Islandia        | 3               | 1               |                 |                 |                 |                 |                 |                 |                 |                 |                 |                 |                 |                 |                 |                 |                 | 2               |                 |                 |                 |                 |                 |                 |                 |                 |                 |                 |                 |                 |                 |                 |                 |                 |                 |                 |                 |                 |                 |                 |                 |
| Uczestnicy konkursu | Słowenia        | 51              | 2               | 10              | 3               |                 |                 | 4               | 10              |                 |                 | 3               | 4               | 1               | 3               | 3               | 1               |                 |                 |                 | 7               |                 |                 |                 |                 |                 |                 |                 |                 |                 |                 |                 |                 |                 |                 |                 |                 |                 |                 |                 |                 |                 |
| Uczestnicy konkursu | Finlandia       | 59              |                 |                 | 6               | 5               | 6               | 5               | 5               | 6               | 3               |                 |                 |                 | 5               |                 | 2               | 3               | 8               | 4               | 1               |                 |                 |                 |                 |                 |                 |                 |                 |                 |                 |                 |                 |                 |                 |                 |                 |                 |                 |                 |                 |                 |
| Uczestnicy konkursu | Mołdawia        | 20              | 3               | 3               |                 | 2               | 4               |                 | 1               |                 |                 |                 |                 | 2               |                 | 5               |                 |                 |                 |                 |                 |                 |                 |                 |                 |                 |                 |                 |                 |                 |                 |                 |                 |                 |                 |                 |                 |                 |                 |                 |                 |                 |
| Uczestnicy konkursu | Azerbejdżan     | 11              |                 | 1               | 1               |                 | 1               | 1               |                 |                 |                 | 1               | 6               |                 |                 |                 |                 |                 |                 |                 |                 |                 |                 |                 |                 |                 |                 |                 |                 |                 |                 |                 |                 |                 |                 |                 |                 |                 |                 |                 |                 |                 |
| Uczestnicy konkursu | Australia       | 41              |                 |                 | 2               | 4               | 5               | 2               |                 | 2               |                 | 5               | 1               |                 |                 | 2               | 3               | 4               | 4               | 5               | 2               |                 |                 |                 |                 |                 |                 |                 |                 |                 |                 |                 |                 |                 |                 |                 |                 |                 |                 |                 |                 |                 |
| Uczestnicy konkursu | Portugalia      | 58              | 4               | 5               | 5               | 3               | 2               | 3               | 2               | 1               | 2               | 4               | 3               | 4               | 2               |                 | 12              | 1               |                 | 2               | 3               |                 |                 |                 |                 |                 |                 |                 |                 |                 |                 |                 |                 |                 |                 |                 |                 |                 |                 |                 |                 |                 |
| Uczestnicy konkursu | Luksemburg      | 117             | 8               | 8               | 7               | 6               | 7               | 6               | 7               | 5               | 5               | 6               | 7               | 8               | 4               | 10              |                 | 7               | 7               | 3               | 6               |                 |                 |                 |                 |                 |                 |                 |                 |                 |                 |                 |                 |                 |                 |                 |                 |                 |                 |                 |                 |                 |

### Drugi półfinał
- Drugi półfinał odbył się 9 maja 2024 o godzinie 21:00 (CEST).
- Podczas koncertu wystąpili przedstawiciele 16 uczestników półfinału, a także państw-finalistów: Francji, Hiszpanii i Włoch.
- Możliwość głosowania mieli telewidzowie krajów rywalizujących w tym koncercie oraz państw-finalistów w nim występujących, jak i widzowie z krajów nieuczestniczących („reszta świata”).
- Do finału zakwalifikowało się dziesięć krajów z największą liczbą punktów zdobytych w głosowaniu telewidzów.

| Lp. | Kraj       | Wykonawca         | Utwór                                                | Język                | Miejsce | Punkty |
| --- | ---------- | ----------------- | ---------------------------------------------------- | -------------------- | ------- | ------ |
| 1   | Malta      | Sarah Bonnici     | „Loop”                                               | angielski            | 16      | 13     |
| 2   | Albania    | Besa              | „Titan”                                              | angielski            | 15      | 14     |
| 3   | Grecja     | Marina Satti      | „Zari” (Ζάρι)                                        | grecki               | 5       | 86     |
| 4   | Szwajcaria | Nemo              | „The Code”                                           | angielski            | 4       | 132    |
| 5   | Czechy     | Aiko              | „Pedestal”                                           | angielski            | 11      | 38     |
| 6   | Austria    | Kaleen            | „We Will Rave”                                       | angielski            | 9       | 46     |
| 7   | Dania      | Saba              | „Sand”                                               | angielski            | 12      | 36     |
| 8   | Armenia    | Ladaniva          | „Żako” (Ժակո)                                        | ormiański            | 3       | 137    |
| 9   | Łotwa      | Dons              | „Hollow”                                             | angielski            | 7       | 72     |
| 10  | San Marino | Megara            | „11:11”                                              | hiszpański           | 14      | 16     |
| 11  | Gruzja     | Nuca Buzaladze    | „Firefighter”                                        | angielski            | 8       | 54     |
| 12  | Belgia     | Mustii            | „Before the Party’s Over”                            | angielski            | 13      | 18     |
| 13  | Estonia    | 5miinust, Puuluup | „(Nendest) narkootikumidest ei tea me (küll) midagi” | estoński             | 6       | 79     |
| 14  | Izrael     | Eden Golan        | „Hurricane”                                          | angielski, hebrajski | 1       | 194    |
| 15  | Norwegia   | Gåte              | „Ulveham”                                            | norweski             | 10      | 43     |
| 16  | Holandia   | Joost Klein       | „Europapa”                                           | niderlandzki         | 2       | 182    |

Legenda:
     Kraje zakwalifikowane do finału
Tabela punktacyjna drugiego półfinału
| Awans do finału     | Awans do finału | Kraje głosujące | Kraje głosujące | Kraje głosujące | Kraje głosujące | Kraje głosujące | Kraje głosujące | Kraje głosujące | Kraje głosujące | Kraje głosujące | Kraje głosujące | Kraje głosujące | Kraje głosujące | Kraje głosujące | Kraje głosujące | Kraje głosujące | Kraje głosujące | Kraje głosujące | Kraje głosujące | Kraje głosujące | Kraje głosujące | Kraje głosujące | Kraje głosujące | Kraje głosujące | Kraje głosujące | Kraje głosujące | Kraje głosujące | Kraje głosujące | Kraje głosujące | Kraje głosujące | Kraje głosujące | Kraje głosujące | Kraje głosujące | Kraje głosujące | Kraje głosujące | Kraje głosujące | Kraje głosujące | Kraje głosujące | Kraje głosujące | Kraje głosujące | Kraje głosujące | Kraje głosujące |
| Awans do finału     | Awans do finału | Suma punktów    | Malta           | Albania         | Grecja          | Szwajcaria      | Czechy          | Austria         | Dania           | Armenia         | Łotwa           | San Marino      | Gruzja          | Belgia          | Estonia         | Izrael          | Norwegia        | Holandia        | Francja         | Hiszpania       | Włochy          | Reszta świata   |                 |                 |                 |                 |                 |                 |                 |                 |                 |                 |                 |                 |                 |                 |                 |                 |                 |                 |                 |                 |
| Uczestnicy konkursu | Malta           | 13              |                 |                 | 3               |                 |                 |                 |                 | 5               |                 | 4               |                 |                 |                 |                 |                 |                 | 1               |                 |                 |                 |                 |                 |                 |                 |                 |                 |                 |                 |                 |                 |                 |                 |                 |                 |                 |                 |                 |                 |                 |                 |
| Uczestnicy konkursu | Albania         | 14              |                 |                 | 5               | 3               |                 |                 |                 |                 |                 | 2               |                 |                 |                 |                 |                 |                 |                 |                 | 4               |                 |                 |                 |                 |                 |                 |                 |                 |                 |                 |                 |                 |                 |                 |                 |                 |                 |                 |                 |                 |                 |
| Uczestnicy konkursu | Grecja          | 86              | 6               | 8               |                 | 8               | 4               | 2               | 2               | 12              |                 |                 | 6               | 8               |                 | 3               | 1               | 6               | 4               | 5               | 6               | 5               |                 |                 |                 |                 |                 |                 |                 |                 |                 |                 |                 |                 |                 |                 |                 |                 |                 |                 |                 |                 |
| Uczestnicy konkursu | Szwajcaria      | 132             | 8               | 5               | 7               |                 | 8               | 8               | 6               | 7               | 7               | 12              | 5               | 7               | 7               | 4               | 7               | 8               | 8               | 4               | 8               | 6               |                 |                 |                 |                 |                 |                 |                 |                 |                 |                 |                 |                 |                 |                 |                 |                 |                 |                 |                 |                 |
| Uczestnicy konkursu | Czechy          | 38              | 2               |                 |                 |                 |                 | 5               | 1               | 1               | 3               | 6               | 4               |                 | 2               | 5               | 3               | 1               |                 | 2               | 2               | 1               |                 |                 |                 |                 |                 |                 |                 |                 |                 |                 |                 |                 |                 |                 |                 |                 |                 |                 |                 |                 |
| Uczestnicy konkursu | Austria         | 46              | 3               | 4               | 4               | 4               | 2               |                 | 3               | 4               | 2               |                 | 1               | 1               | 3               | 8               | 2               | 2               |                 | 3               |                 |                 |                 |                 |                 |                 |                 |                 |                 |                 |                 |                 |                 |                 |                 |                 |                 |                 |                 |                 |                 |                 |
| Uczestnicy konkursu | Dania           | 36              | 1               |                 |                 | 2               |                 | 3               |                 | 3               | 4               | 7               |                 |                 | 5               | 1               | 10              |                 |                 |                 |                 |                 |                 |                 |                 |                 |                 |                 |                 |                 |                 |                 |                 |                 |                 |                 |                 |                 |                 |                 |                 |                 |
| Uczestnicy konkursu | Armenia         | 137             | 5               | 6               | 8               | 6               | 7               | 6               | 5               |                 | 5               | 8               | 12              | 6               | 4               | 12              | 5               | 10              | 10              | 7               | 7               | 8               |                 |                 |                 |                 |                 |                 |                 |                 |                 |                 |                 |                 |                 |                 |                 |                 |                 |                 |                 |                 |
| Uczestnicy konkursu | Łotwa           | 72              | 7               |                 |                 | 7               | 5               | 4               | 7               |                 |                 | 3               | 7               | 5               | 12              |                 | 6               | 3               |                 | 6               |                 |                 |                 |                 |                 |                 |                 |                 |                 |                 |                 |                 |                 |                 |                 |                 |                 |                 |                 |                 |                 |                 |
| Uczestnicy konkursu | San Marino      | 16              |                 |                 |                 |                 |                 |                 |                 |                 |                 |                 | 3               |                 |                 |                 |                 |                 |                 | 10              | 1               | 2               |                 |                 |                 |                 |                 |                 |                 |                 |                 |                 |                 |                 |                 |                 |                 |                 |                 |                 |                 |                 |
| Uczestnicy konkursu | Gruzja          | 54              | 4               | 7               | 6               |                 | 1               | 1               |                 | 10              |                 |                 |                 | 2               | 1               | 6               |                 |                 | 6               | 1               | 5               | 4               |                 |                 |                 |                 |                 |                 |                 |                 |                 |                 |                 |                 |                 |                 |                 |                 |                 |                 |                 |                 |
| Uczestnicy konkursu | Belgia          | 18              |                 | 2               | 1               |                 |                 |                 |                 |                 | 1               |                 | 2               |                 |                 | 2               |                 | 5               | 5               |                 |                 |                 |                 |                 |                 |                 |                 |                 |                 |                 |                 |                 |                 |                 |                 |                 |                 |                 |                 |                 |                 |                 |
| Uczestnicy konkursu | Estonia         | 79              |                 | 3               | 2               | 5               | 6               | 7               | 4               | 2               | 12              | 1               |                 | 4               |                 | 10              | 4               | 7               | 2               |                 | 3               | 7               |                 |                 |                 |                 |                 |                 |                 |                 |                 |                 |                 |                 |                 |                 |                 |                 |                 |                 |                 |                 |
| Uczestnicy konkursu | Izrael          | 194             | 10              | 12              | 10              | 12              | 12              | 10              | 12              | 6               | 10              |                 | 10              | 10              | 8               |                 | 12              | 12              | 12              | 12              | 12              | 12              |                 |                 |                 |                 |                 |                 |                 |                 |                 |                 |                 |                 |                 |                 |                 |                 |                 |                 |                 |                 |
| Uczestnicy konkursu | Norwegia        | 43              |                 | 1               |                 | 1               | 3               |                 | 8               |                 | 6               | 5               |                 | 3               | 6               |                 |                 | 4               | 3               |                 |                 | 3               |                 |                 |                 |                 |                 |                 |                 |                 |                 |                 |                 |                 |                 |                 |                 |                 |                 |                 |                 |                 |
| Uczestnicy konkursu | Holandia        | 182             | 12              | 10              | 12              | 10              | 10              | 12              | 10              | 8               | 8               | 10              | 8               | 12              | 10              | 7               | 8               |                 | 7               | 8               | 10              | 10              |                 |                 |                 |                 |                 |                 |                 |                 |                 |                 |                 |                 |                 |                 |                 |                 |                 |                 |                 |                 |

### Finał
- Finał odbył się 11 maja 2024 o godzinie 21:00 (CEST).
- Podczas koncertu wystąpili reprezentanci 25 krajów, w tym 19 uczestników półfinału, przedstawiciele krajów tzw. Wielkiej Piątki (tj. Francji, Hiszpanii, Niemiec, Wielkiej Brytanii i Włoch) i reprezentant gospodarza (Szwecji).
- O wynikach zadecydowali jurorzy i telewidzowie ze wszystkich krajów rywalizujących w konkursie, jak i telewidzowie z krajów nieuczestniczących („reszta świata”).
- Po zsumowaniu punktów ze wszystkich krajów, państwo z największą liczbą punktów zostało ogłoszone zwycięzcą 68. Konkursu Piosenki Eurowizji.
- W finale pod piątą pozycją startową wystąpić miał oryginalnie reprezentujący Holandię Joost Klein, lecz na niedługo przed finałem został on zdyskwalifikowany z powodu „nieodpowiedniego zachowania” z jego strony wobec pracownicy za kulisami[174][175][176]. Mimo nieobecności kraju, kolejność startowa nie uległa zmianie, a holenderskie jury i publiczność nadal przyznali punkty uczestniczącym krajom[178].

| Lp. | Kraj            | Wykonawca                  | Utwór                                                | Język                | Miejsce         | Punkty          |
| --- | --------------- | -------------------------- | ---------------------------------------------------- | -------------------- | --------------- | --------------- |
| 1   | Szwecja         | Marcus & Martinus          | „Unforgettable”                                      | angielski            | 9               | 174             |
| 2   | Ukraina         | Alyona Alyona i Jerry Heil | „Teresa & Maria”                                     | ukraiński            | 3               | 453             |
| 3   | Niemcy          | Isaak                      | „Always on the Run”                                  | angielski            | 12              | 117             |
| 4   | Luksemburg      | Tali                       | „Fighter”                                            | francuski, angielski | 13              | 103             |
| 5   | Holandia        | Joost Klein                | „Europapa”                                           | niderlandzki         | Dyskwalifikacja | Dyskwalifikacja |
| 6   | Izrael          | Eden Golan                 | „Hurricane”                                          | angielski, hebrajski | 5               | 375             |
| 7   | Litwa           | Silvester Belt             | „Luktelk”                                            | litewski             | 14              | 90              |
| 8   | Hiszpania       | Nebulossa                  | „Zorra”                                              | hiszpański           | 22              | 30              |
| 9   | Estonia         | 5miinust, Puuluup          | „(Nendest) narkootikumidest ei tea me (küll) midagi” | estoński             | 20              | 37              |
| 10  | Irlandia        | Bambie Thug                | „Doomsday Blue”                                      | angielski            | 6               | 278             |
| 11  | Łotwa           | Dons                       | „Hollow”                                             | angielski            | 16              | 64              |
| 12  | Grecja          | Marina Satti               | „Zari” (Ζάρι)                                        | grecki               | 11              | 126             |
| 13  | Wielka Brytania | Olly Alexander             | „Dizzy”                                              | angielski            | 18              | 46              |
| 14  | Norwegia        | Gåte                       | „Ulveham”                                            | norweski             | 25              | 16              |
| 15  | Włochy          | Angelina Mango             | „La noia”                                            | włoski               | 7               | 268             |
| 16  | Serbia          | Teya Dora                  | „Ramonda”                                            | serbski              | 17              | 54              |
| 17  | Finlandia       | Windows95man               | „No Rules!”                                          | angielski            | 19              | 38              |
| 18  | Portugalia      | Iolanda                    | „Grito”                                              | portugalski          | 10              | 152             |
| 19  | Armenia         | Ladaniva                   | „Żako” (Ժակո)                                        | ormiański            | 8               | 183             |
| 20  | Cypr            | Silia Kapsis               | „Liar”                                               | angielski            | 15              | 78              |
| 21  | Szwajcaria      | Nemo                       | „The Code”                                           | angielski            | 1               | 591             |
| 22  | Słowenia        | Raiven                     | „Veronika”                                           | słoweński            | 23              | 27              |
| 23  | Chorwacja       | Baby Lasagna               | „Rim Tim Tagi Dim”                                   | angielski            | 2               | 547             |
| 24  | Gruzja          | Nuca Buzaladze             | „Firefighter”                                        | angielski            | 21              | 34              |
| 25  | Francja         | Slimane                    | „Mon amour”                                          | francuski            | 4               | 445             |
| 26  | Austria         | Kaleen                     | „We Will Rave”                                       | angielski            | 24              | 24              |

| Wyniki jurorów i telewidzów | Wyniki jurorów i telewidzów | Wyniki jurorów i telewidzów | Wyniki jurorów i telewidzów | Wyniki jurorów i telewidzów |
| Miejsce                     | Telewidzowie                | Punkty                      | Jurorzy                     | Punkty                      |
| --------------------------- | --------------------------- | --------------------------- | --------------------------- | --------------------------- |
| 1                           | Chorwacja                   | 337                         | Szwajcaria                  | 365                         |
| 2                           | Izrael                      | 323                         | Francja                     | 218                         |
| 3                           | Ukraina                     | 307                         | Chorwacja                   | 210                         |
| 4                           | Francja                     | 227                         | Włochy                      | 164                         |
| 5                           | Szwajcaria                  | 226                         | Ukraina                     | 146                         |
| 6                           | Irlandia                    | 136                         | Irlandia                    | 142                         |
| 7                           | Włochy                      | 104                         | Portugalia                  | 139                         |
| 8                           | Grecja                      | 85                          | Szwecja                     | 125                         |
| 9                           | Armenia                     | 82                          | Armenia                     | 101                         |
| 10                          | Litwa                       | 58                          | Niemcy                      | 99                          |
| 11                          | Szwecja                     | 49                          | Luksemburg                  | 83                          |
| 12                          | Cypr                        | 44                          | Izrael                      | 52                          |
| 13                          | Estonia                     | 33                          | Wielka Brytania             | 46                          |
| 14                          | Serbia                      | 32                          | Grecja                      | 41                          |
| 15                          | Finlandia                   | 31                          | Łotwa                       | 36                          |
| 16                          | Łotwa                       | 28                          | Cypr                        | 34                          |
| 17                          | Luksemburg                  | 20                          | Litwa                       | 32                          |
| 18                          | Gruzja                      | 19                          | Serbia                      | 22                          |
| 19                          | Niemcy                      | 18                          | Hiszpania                   | 19                          |
| 20                          | Portugalia                  | 13                          | Austria                     | 19                          |
| 21                          | Słowenia                    | 12                          | Słowenia                    | 15                          |
| 22                          | Hiszpania                   | 11                          | Gruzja                      | 15                          |
| 23                          | Austria                     | 5                           | Norwegia                    | 12                          |
| 24                          | Norwegia                    | 4                           | Finlandia                   | 7                           |
| 25                          | Wielka Brytania             | 0                           | Estonia                     | 4                           |

Tabela punktacyjna finału
| Jurorzy Telewidzowie | Jurorzy Telewidzowie | Kraje głosujące | Kraje głosujące | Kraje głosujące | Kraje głosujące | Kraje głosujące | Kraje głosujące | Kraje głosujące | Kraje głosujące | Kraje głosujące | Kraje głosujące | Kraje głosujące | Kraje głosujące | Kraje głosujące | Kraje głosujące | Kraje głosujące | Kraje głosujące | Kraje głosujące | Kraje głosujące | Kraje głosujące | Kraje głosujące | Kraje głosujące | Kraje głosujące | Kraje głosujące | Kraje głosujące | Kraje głosujące | Kraje głosujące | Kraje głosujące | Kraje głosujące | Kraje głosujące | Kraje głosujące | Kraje głosujące | Kraje głosujące | Kraje głosujące | Kraje głosujące | Kraje głosujące | Kraje głosujące | Kraje głosujące | Kraje głosujące | Kraje głosujące | Kraje głosujące | Kraje głosujące | Kraje głosujące |
| Jurorzy Telewidzowie | Jurorzy Telewidzowie | Suma punktów    | Suma punktów    | Szwecja         | Ukraina         | Niemcy          | Luksemburg      | Holandia        | Izrael          | Litwa           | Hiszpania       | Estonia         | Irlandia        | Łotwa           | Grecja          | Wielka Brytania | Norwegia        | Włochy          | Serbia          | Finlandia       | Portugalia      | Armenia         | Cypr            | Szwajcaria      | Słowenia        | Chorwacja       | Gruzja          | Francja         | Austria         | Albania         | Australia       | Azerbejdżan     | Belgia          | Czechy          | Dania           | Islandia        | Malta           | Mołdawia        | Polska          | San Marino      | Reszta świata   |                 |                 |
| Kraje uczestniczące  | Szwecja              | 174             | 125             |                 | 8               | 12              | 1               |                 |                 | 5               | 8               | 6               | 10              | 5               | 1               | 6               | 3               | 6               | 5               | 7               | 3               |                 | 2               |                 |                 | 2               |                 |                 |                 |                 | 5               | 5               | 3               | 8               | 5               | 1               |                 | 1               | 5               | 2               |                 |                 |                 |
| Kraje uczestniczące  | Szwecja              | 174             | 49              |                 |                 |                 |                 |                 |                 | 1               |                 | 1               |                 |                 | 1               |                 | 10              |                 | 5               |                 |                 |                 | 1               |                 | 1               | 2               |                 |                 |                 |                 |                 |                 |                 | 3               | 6               | 7               | 1               | 8               | 2               |                 |                 |                 |                 |
| Kraje uczestniczące  | Ukraina              | 453             | 146             | 3               |                 | 4               | 5               | 2               | 8               | 6               |                 | 10              | 2               | 8               | 2               |                 | 4               |                 | 1               | 8               | 6               |                 | 1               | 2               |                 | 7               | 5               | 10              | 6               |                 | 1               | 1               | 1               | 12              | 6               | 3               |                 | 12              | 10              |                 |                 |                 |                 |
| Kraje uczestniczące  | Ukraina              | 453             | 307             | 8               |                 | 8               | 7               | 8               | 10              | 12              | 10              | 12              | 8               | 10              | 3               | 6               | 8               | 10              |                 | 6               | 10              | 3               | 8               | 6               | 8               | 8               | 12              | 8               | 7               | 7               | 6               | 8               | 7               | 12              | 10              | 5               | 12              | 12              | 12              | 10              | 10              |                 |                 |
| Kraje uczestniczące  | Niemcy               | 117             | 99              |                 | 7               |                 | 4               | 5               | 10              | 1               | 5               | 4               | 6               | 4               | 5               | 2               | 6               | 4               |                 | 3               | 2               | 1               |                 |                 |                 |                 | 2               | 8               |                 |                 |                 |                 | 8               | 5               |                 | 2               |                 |                 | 4               | 1               |                 |                 |                 |
| Kraje uczestniczące  | Niemcy               | 117             | 18              |                 |                 |                 | 1               |                 | 8               |                 |                 |                 |                 |                 |                 |                 |                 |                 |                 |                 |                 |                 |                 | 3               |                 |                 |                 |                 | 4               |                 |                 |                 |                 |                 |                 | 2               |                 |                 |                 |                 |                 |                 |                 |
| Kraje uczestniczące  | Luksemburg           | 103             | 83              | 6               | 1               | 3               |                 |                 | 12              |                 |                 |                 | 8               |                 | 3               | 4               |                 |                 |                 | 4               |                 |                 | 4               |                 | 5               | 5               |                 | 7               |                 | 4               | 2               | 8               |                 |                 | 1               |                 | 4               | 2               |                 |                 |                 |                 |                 |
| Kraje uczestniczące  | Luksemburg           | 103             | 20              |                 |                 |                 |                 |                 | 12              |                 |                 |                 |                 |                 |                 |                 |                 |                 |                 |                 |                 |                 |                 |                 |                 |                 |                 | 3               |                 |                 |                 |                 | 1               |                 |                 |                 |                 |                 |                 |                 | 4               |                 |                 |
| Kraje uczestniczące  | Izrael               | 375             | 52              |                 |                 | 8               |                 |                 |                 | 4               |                 | 5               |                 | 2               |                 |                 | 8               |                 |                 |                 |                 |                 | 8               |                 |                 |                 | 3               | 3               |                 |                 |                 |                 | 5               |                 |                 |                 | 3               | 3               |                 |                 |                 |                 |                 |
| Kraje uczestniczące  | Izrael               | 375             | 323             | 12              |                 | 12              | 12              | 12              |                 | 3               | 12              | 6               | 10              | 7               | 7               | 12              | 5               | 12              | 3               | 12              | 12              | 1               | 10              | 12              | 10              |                 | 8               | 12              | 10              | 10              | 12              | 7               | 12              | 10              | 8               | 8               | 5               | 10              | 5               | 12              | 12              |                 |                 |
| Kraje uczestniczące  | Litwa                | 90              | 32              |                 | 5               | 1               |                 | 4               |                 |                 |                 | 2               |                 |                 |                 |                 |                 |                 | 7               |                 | 7               |                 |                 |                 |                 |                 |                 | 1               |                 |                 |                 |                 |                 |                 |                 |                 |                 | 5               |                 |                 |                 |                 |                 |
| Kraje uczestniczące  | Litwa                | 90              | 58              | 3               | 7               | 2               | 4               | 1               |                 |                 | 1               | 4               | 7               | 8               |                 | 8               | 3               |                 |                 |                 |                 |                 |                 |                 |                 |                 |                 |                 |                 |                 |                 |                 |                 | 1               | 1               | 4               |                 |                 | 3               | 1               |                 |                 |                 |
| Kraje uczestniczące  | Hiszpania            | 30              | 19              |                 |                 |                 |                 |                 |                 |                 |                 |                 |                 |                 |                 |                 |                 | 7               |                 | 1               |                 |                 |                 | 1               |                 |                 |                 |                 | 4               |                 |                 |                 |                 |                 |                 |                 |                 |                 |                 | 6               |                 |                 |                 |
| Kraje uczestniczące  | Hiszpania            | 30              | 11              |                 |                 |                 |                 |                 |                 |                 |                 |                 | 2               |                 |                 |                 |                 | 1               |                 | 3               | 3               |                 |                 |                 |                 |                 |                 | 2               |                 |                 |                 |                 |                 |                 |                 |                 |                 |                 |                 |                 |                 |                 |                 |
| Kraje uczestniczące  | Estonia              | 037             | 4               |                 |                 |                 |                 |                 |                 |                 |                 |                 |                 |                 |                 |                 |                 | 2               |                 |                 |                 |                 |                 |                 |                 |                 |                 |                 | 2               |                 |                 |                 |                 |                 |                 |                 |                 |                 |                 |                 |                 |                 |                 |
| Kraje uczestniczące  | Estonia              | 037             | 33              |                 | 4               |                 |                 |                 |                 | 6               |                 |                 |                 | 12              |                 |                 |                 |                 |                 | 7               |                 |                 |                 |                 |                 | 4               |                 |                 |                 |                 |                 |                 |                 |                 |                 |                 |                 |                 |                 |                 |                 |                 |                 |
| Kraje uczestniczące  | Irlandia             | 278             | 142             |                 | 10              |                 |                 |                 |                 | 3               | 10              |                 |                 |                 |                 | 7               |                 | 10              | 2               | 6               | 10              |                 |                 | 10              | 1               | 8               |                 |                 | 3               |                 | 12              | 10              | 4               | 7               | 7               | 7               | 7               |                 | 1               | 7               |                 |                 |                 |
| Kraje uczestniczące  | Irlandia             | 278             | 136             | 4               | 8               | 1               |                 | 6               |                 | 5               | 7               | 2               |                 | 3               | 2               | 10              | 4               | 3               | 7               | 5               | 5               | 2               | 2               |                 | 2               | 5               | 4               |                 | 2               |                 | 8               | 4               | 2               | 6               | 3               | 3               | 4               | 2               | 6               | 2               | 7               |                 |                 |
| Kraje uczestniczące  | Łotwa                | 64              | 36              |                 |                 |                 | 8               | 1               |                 |                 | 4               | 1               |                 |                 |                 | 3               |                 |                 |                 |                 |                 |                 |                 |                 |                 |                 | 8               |                 |                 |                 |                 |                 |                 |                 | 4               |                 | 5               |                 | 2               |                 |                 |                 |                 |
| Kraje uczestniczące  | Łotwa                | 64              | 28              |                 | 5               |                 |                 |                 |                 | 4               |                 | 3               | 5               |                 |                 | 4               | 2               |                 |                 |                 |                 |                 |                 |                 |                 |                 | 1               |                 |                 |                 |                 |                 |                 |                 | 4               |                 |                 |                 |                 |                 |                 |                 |                 |
| Kraje uczestniczące  | Grecja               | 126             | 41              |                 |                 |                 |                 |                 |                 |                 |                 |                 |                 |                 |                 |                 | 2               |                 | 3               |                 |                 | 4               | 7               | 12              | 2               |                 |                 | 4               |                 | 7               |                 |                 |                 |                 |                 |                 |                 |                 |                 |                 |                 |                 |                 |
| Kraje uczestniczące  | Grecja               | 126             | 85              |                 |                 | 5               | 5               | 4               |                 |                 | 2               |                 |                 |                 |                 | 1               |                 | 2               | 8               |                 |                 | 10              | 12              | 4               |                 |                 | 2               | 1               |                 | 4               | 3               | 1               | 4               | 2               |                 |                 | 2               | 3               |                 | 7               | 3               |                 |                 |
| Kraje uczestniczące  | Wielka Brytania      | 46              | 46              | 8               |                 |                 |                 |                 |                 |                 | 2               |                 | 4               | 3               |                 |                 |                 |                 | 4               |                 | 4               |                 |                 | 3               |                 |                 |                 |                 |                 |                 | 4               |                 | 6               |                 |                 | 8               |                 |                 |                 |                 |                 |                 |                 |
| Kraje uczestniczące  | Wielka Brytania      | 46              | 0               |                 |                 |                 |                 |                 |                 |                 |                 |                 |                 |                 |                 |                 |                 |                 |                 |                 |                 |                 |                 |                 |                 |                 |                 |                 |                 |                 |                 |                 |                 |                 |                 |                 |                 |                 |                 |                 |                 |                 |                 |
| Jurorzy Telewidzowie | Jurorzy Telewidzowie | Kraje głosujące | Kraje głosujące | Kraje głosujące | Kraje głosujące | Kraje głosujące | Kraje głosujące | Kraje głosujące | Kraje głosujące | Kraje głosujące | Kraje głosujące | Kraje głosujące | Kraje głosujące | Kraje głosujące | Kraje głosujące | Kraje głosujące | Kraje głosujące | Kraje głosujące | Kraje głosujące | Kraje głosujące | Kraje głosujące | Kraje głosujące | Kraje głosujące | Kraje głosujące | Kraje głosujące | Kraje głosujące | Kraje głosujące | Kraje głosujące | Kraje głosujące | Kraje głosujące | Kraje głosujące | Kraje głosujące | Kraje głosujące | Kraje głosujące | Kraje głosujące | Kraje głosujące | Kraje głosujące | Kraje głosujące | Kraje głosujące | Kraje głosujące | Kraje głosujące | Kraje głosujące | Kraje głosujące |
| Jurorzy Telewidzowie | Jurorzy Telewidzowie | Suma punktów    | Suma punktów    | Szwecja         | Ukraina         | Niemcy          | Luksemburg      | Holandia        | Izrael          | Litwa           | Hiszpania       | Estonia         | Irlandia        | Łotwa           | Grecja          | Wielka Brytania | Norwegia        | Włochy          | Serbia          | Finlandia       | Portugalia      | Armenia         | Cypr            | Szwajcaria      | Słowenia        | Chorwacja       | Gruzja          | Francja         | Austria         | Albania         | Australia       | Azerbejdżan     | Belgia          | Czechy          | Dania           | Islandia        | Malta           | Mołdawia        | Polska          | San Marino      | Reszta świata   |                 |                 |
| Uczestnicy konkursu  | Norwegia             | 16              | 12              |                 |                 |                 |                 |                 |                 | 2               |                 |                 |                 |                 |                 |                 |                 |                 |                 | 2               |                 |                 |                 |                 |                 |                 |                 |                 | 1               | 6               |                 |                 |                 | 1               |                 |                 |                 |                 |                 |                 |                 |                 |                 |
| Uczestnicy konkursu  | Norwegia             | 16              | 4               |                 | 3               |                 |                 |                 |                 |                 |                 |                 |                 |                 |                 |                 |                 |                 |                 | 1               |                 |                 |                 |                 |                 |                 |                 |                 |                 |                 |                 |                 |                 |                 |                 |                 |                 |                 |                 |                 |                 |                 |                 |
| Uczestnicy konkursu  | Włochy               | 268             | 164             | 7               | 2               | 2               |                 | 6               | 6               |                 | 1               | 3               |                 |                 | 8               | 5               | 5               |                 | 6               |                 | 5               | 8               | 3               | 6               | 3               | 6               | 7               |                 | 10              | 10              | 7               | 6               | 7               |                 |                 |                 | 8               | 10              | 7               | 10              |                 |                 |                 |
| Uczestnicy konkursu  | Włochy               | 268             | 104             | 1               |                 | 3               | 3               | 2               | 7               | 2               | 4               |                 | 1               |                 | 4               |                 |                 |                 | 4               |                 | 4               | 6               | 3               | 8               | 3               | 7               | 3               | 4               | 1               | 8               |                 | 3               | 3               |                 |                 |                 | 8               | 4               | 4               | 3               | 1               |                 |                 |
| Uczestnicy konkursu  | Serbia               | 54              | 22              |                 |                 |                 |                 |                 |                 |                 |                 |                 | 1               |                 |                 |                 |                 |                 |                 |                 | 1               | 5               | 5               |                 | 4               | 3               |                 |                 |                 | 1               |                 |                 |                 |                 | 2               |                 |                 |                 |                 |                 |                 |                 |                 |
| Uczestnicy konkursu  | Serbia               | 54              | 32              |                 |                 |                 |                 |                 |                 |                 |                 |                 |                 |                 |                 |                 |                 |                 |                 |                 |                 |                 |                 | 5               | 5               | 12              |                 |                 | 5               | 2               |                 |                 |                 |                 |                 |                 | 3               |                 |                 |                 |                 |                 |                 |
| Uczestnicy konkursu  | Finlandia            | 038             | 7               |                 |                 |                 |                 |                 |                 |                 |                 |                 |                 |                 |                 |                 |                 |                 |                 |                 |                 |                 |                 |                 |                 |                 |                 |                 |                 |                 | 3               |                 |                 |                 |                 |                 |                 |                 |                 | 4               |                 |                 |                 |
| Uczestnicy konkursu  | Finlandia            | 038             | 31              | 5               | 2               |                 |                 |                 |                 |                 |                 | 8               | 3               | 1               |                 | 3               | 1               |                 |                 |                 |                 |                 |                 |                 |                 |                 |                 |                 |                 |                 | 4               |                 |                 |                 | 2               | 1               |                 |                 | 1               |                 |                 |                 |                 |
| Uczestnicy konkursu  | Portugalia           | 152             | 139             | 4               | 3               |                 | 3               | 8               | 3               | 8               | 3               |                 | 5               | 1               | 6               | 12              |                 |                 |                 |                 |                 | 10              |                 | 7               | 8               | 12              | 4               | 12              |                 | 5               |                 |                 | 2               | 3               |                 | 4               | 1               | 4               | 6               | 5               |                 |                 |                 |
| Uczestnicy konkursu  | Portugalia           | 152             | 13              |                 |                 |                 | 6               |                 |                 |                 |                 |                 |                 |                 |                 |                 |                 |                 |                 |                 |                 |                 |                 | 2               |                 |                 |                 | 5               |                 |                 |                 |                 |                 |                 |                 |                 |                 |                 |                 |                 |                 |                 |                 |
| Uczestnicy konkursu  | Armenia              | 183             | 101             |                 |                 | 7               | 2               | 3               |                 |                 |                 |                 |                 | 7               | 4               |                 | 7               | 3               |                 |                 | 8               |                 |                 | 4               | 7               |                 | 6               | 6               | 7               | 8               |                 |                 |                 | 6               | 3               | 5               |                 |                 |                 | 8               |                 |                 |                 |
| Uczestnicy konkursu  | Armenia              | 183             | 82              | 2               | 1               | 4               |                 | 3               | 6               |                 | 3               |                 |                 | 2               | 5               |                 |                 | 4               | 1               |                 | 2               |                 | 4               | 1               |                 | 3               | 10              | 10              | 3               | 1               | 1               |                 | 5               | 5               |                 |                 |                 | 1               |                 |                 | 5               |                 |                 |
| Uczestnicy konkursu  | Cypr                 | 78              | 34              | 2               |                 |                 | 7               |                 |                 |                 |                 |                 |                 |                 | 10              | 1               |                 |                 |                 |                 |                 | 2               |                 |                 |                 | 1               |                 |                 |                 |                 | 6               | 2               |                 |                 |                 |                 |                 |                 |                 | 3               |                 |                 |                 |
| Uczestnicy konkursu  | Cypr                 | 78              | 44              |                 |                 |                 |                 |                 | 1               |                 |                 |                 |                 |                 | 12              |                 |                 |                 |                 |                 | 1               | 4               |                 |                 | 6               |                 |                 |                 |                 | 5               | 5               | 6               |                 |                 |                 |                 |                 |                 |                 | 4               |                 |                 |                 |
| Uczestnicy konkursu  | Szwajcaria           | 591             | 365             | 12              | 12              | 5               | 12              | 12              | 5               | 12              | 12              | 12              | 12              | 12              | 12              | 10              | 12              | 12              | 10              | 12              | 12              | 7               | 6               |                 | 10              |                 | 12              | 5               | 12              | 12              | 10              | 12              | 10              | 10              | 12              | 6               | 12              | 7               | 12              | 12              |                 |                 |                 |
| Uczestnicy konkursu  | Szwajcaria           | 591             | 226             | 7               | 12              | 7               | 2               | 7               |                 | 8               | 6               | 7               | 6               | 4               | 8               | 5               | 6               | 7               | 6               | 8               | 6               | 8               | 6               |                 | 4               | 1               | 7               | 6               | 8               | 3               | 7               | 10              | 6               | 7               | 5               | 6               | 6               | 5               | 8               | 5               | 6               |                 |                 |
| Uczestnicy konkursu  | Słowenia             | 27              | 15              |                 |                 |                 |                 |                 |                 |                 |                 |                 |                 |                 |                 |                 |                 |                 |                 |                 |                 |                 |                 |                 |                 | 10              |                 |                 |                 | 2               |                 | 3               |                 |                 |                 |                 |                 |                 |                 |                 |                 |                 |                 |
| Uczestnicy konkursu  | Słowenia             | 27              | 12              |                 |                 |                 |                 |                 |                 |                 |                 |                 |                 |                 |                 |                 |                 |                 | 2               |                 |                 |                 |                 |                 |                 | 10              |                 |                 |                 |                 |                 |                 |                 |                 |                 |                 |                 |                 |                 |                 |                 |                 |                 |
| Uczestnicy konkursu  | Chorwacja            | 547             | 210             | 10              | 4               | 6               | 6               | 7               | 4               | 10              |                 | 8               | 7               | 6               |                 | 8               |                 | 8               | 12              | 10              |                 | 6               | 12              | 8               | 6               |                 | 1               | 2               | 8               | 3               | 8               | 4               |                 | 2               | 8               | 10              | 10              | 8               | 8               |                 |                 |                 |                 |
| Uczestnicy konkursu  | Chorwacja            | 547             | 337             | 10              | 10              | 10              | 10              | 10              | 5               | 10              | 8               | 10              | 12              | 5               | 6               | 7               | 12              | 8               | 12              | 10              | 7               | 7               | 5               | 10              | 12              |                 | 5               | 7               | 12              | 12              | 10              | 12              | 8               | 8               | 12              | 12              | 10              | 7               | 10              | 8               | 8               |                 |                 |
| Uczestnicy konkursu  | Gruzja               | 034             | 15              |                 |                 |                 |                 |                 | 2               |                 |                 |                 |                 |                 |                 |                 | 1               |                 |                 |                 |                 | 3               |                 |                 |                 |                 |                 |                 |                 |                 |                 | 7               |                 |                 |                 |                 | 2               |                 |                 |                 |                 |                 |                 |
| Uczestnicy konkursu  | Gruzja               | 034             | 19              |                 |                 |                 |                 |                 | 4               |                 |                 |                 |                 |                 |                 |                 |                 | 5               |                 |                 |                 | 5               |                 |                 |                 |                 |                 |                 |                 |                 |                 | 5               |                 |                 |                 |                 |                 |                 |                 |                 |                 |                 |                 |
| Uczestnicy konkursu  | Francja              | 445             | 218             | 5               | 6               | 10              | 10              | 10              | 1               | 7               | 7               | 7               | 3               | 10              | 7               |                 | 10              | 1               | 8               | 5               |                 | 12              | 10              | 5               | 12              | 4               | 10              |                 | 5               |                 |                 |                 | 12              | 4               | 10              | 12              | 6               | 6               | 3               |                 |                 |                 |                 |
| Uczestnicy konkursu  | Francja              | 445             | 227             | 6               | 6               | 6               | 8               | 5               | 2               | 7               | 5               | 5               | 4               | 6               | 10              | 2               | 7               | 6               | 10              | 4               | 8               | 12              | 7               | 7               | 7               | 6               | 6               |                 | 6               | 6               | 2               | 2               | 10              | 4               | 7               | 10              | 7               | 6               | 7               | 6               | 2               |                 |                 |
| Uczestnicy konkursu  | Austria              | 024             | 19              | 1               |                 |                 |                 |                 | 7               |                 | 6               |                 |                 |                 |                 |                 |                 | 5               |                 |                 |                 |                 |                 |                 |                 |                 |                 |                 |                 |                 |                 |                 |                 |                 |                 |                 |                 |                 |                 |                 |                 |                 |                 |
| Uczestnicy konkursu  | Austria              | 024             | 5               |                 |                 |                 |                 |                 | 3               |                 |                 |                 |                 |                 |                 |                 |                 |                 |                 | 2               |                 |                 |                 |                 |                 |                 |                 |                 |                 |                 |                 |                 |                 |                 |                 |                 |                 |                 |                 |                 |                 |                 |                 |

## Pozostałe nagrody

### Nagrody im. Marcela Bezençona

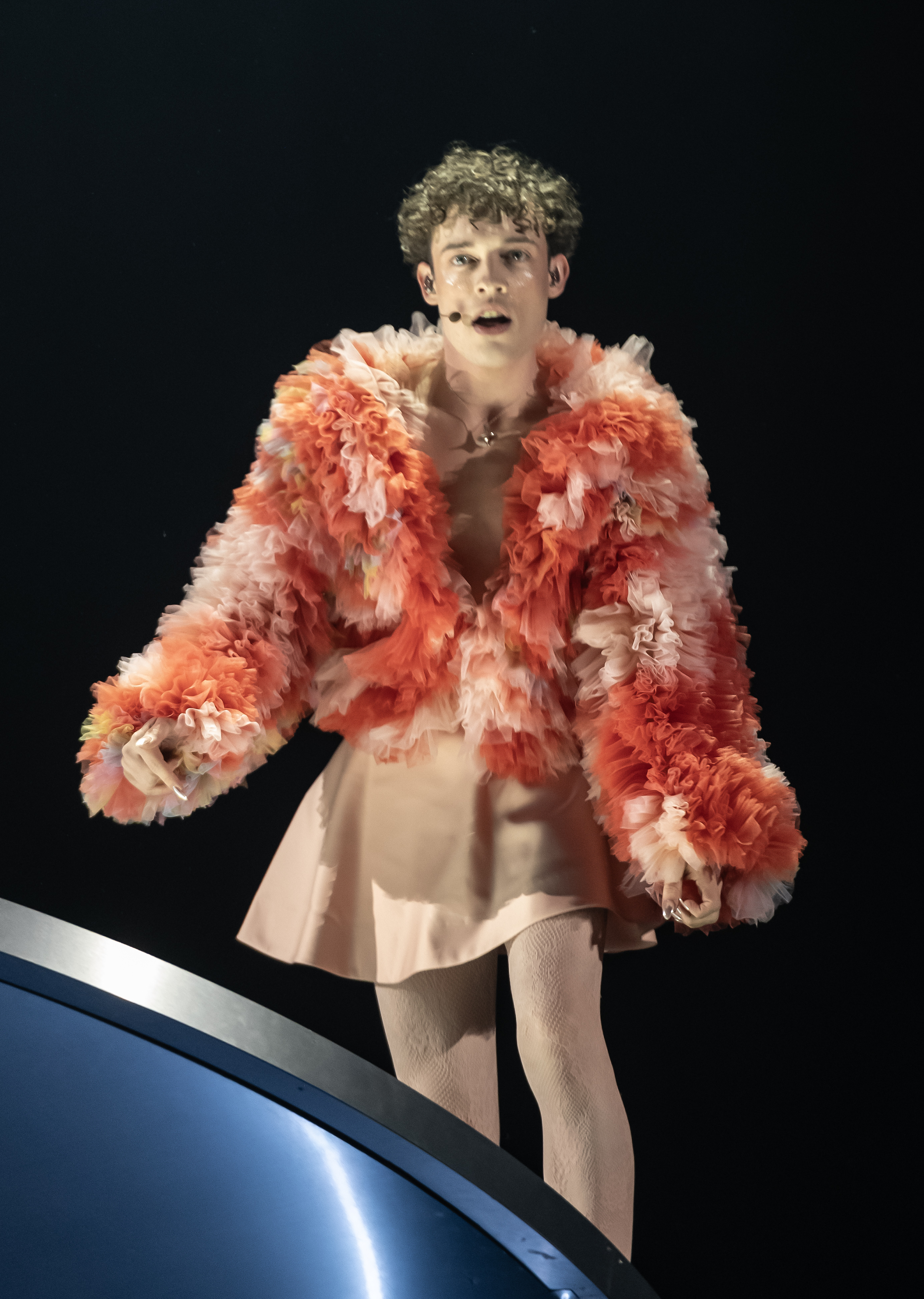
Nemo, zwycięzca Nagrody Artystycznej i Nagrody Kompozytorów im. Marcela Bezençona oraz 68. Konkursu Piosenki Eurowizji

W 2024 po raz kolejny przyznane zostały tzw. Nagrody im. Marcela Bezençona, czyli wyróżnienia przyznawane od 2002 dla najlepszych piosenek biorących udział w koncercie finałowym, sygnowane nazwiskiem twórcy konkursu – Marcela Bezençona. Pomysłodawcami statuetek byli szwedzcy piosenkarze Christer Björkman i Richard Herrey z zespołu Herreys.
Nagrody podzielone są na trzy kategorie:
- Nagroda Dziennikarzy (zwycięzcę wybierają akredytowani dziennikarze),
- Nagroda Artystyczna (zwycięzcę wybierają komentatorzy konkursu),
- Nagroda Kompozytorska (zwycięzcę wybierają kompozytorzy biorący udział w konkursie).

W 2024 zdobywcami nagród byli:
| Kategoria            | Kraj       | Wykonawca    | Utwór              | Autor(zy)                                                    |
| -------------------- | ---------- | ------------ | ------------------ | ------------------------------------------------------------ |
| Nagroda Dziennikarzy | Chorwacja  | Baby Lasagna | „Rim Tim Tagi Dim” | Marko Purišić                                                |
| Nagroda Artystyczna  | Szwajcaria | Nemo         | „The Code”         | Benjamin Alasu Lasse Midtsian Nymann Linda Dale Nemo Mettler |
| Nagroda Kompozytorów | Szwajcaria | Nemo         | „The Code”         | Benjamin Alasu Lasse Midtsian Nymann Linda Dale Nemo Mettler |

### Faworyt OGAE

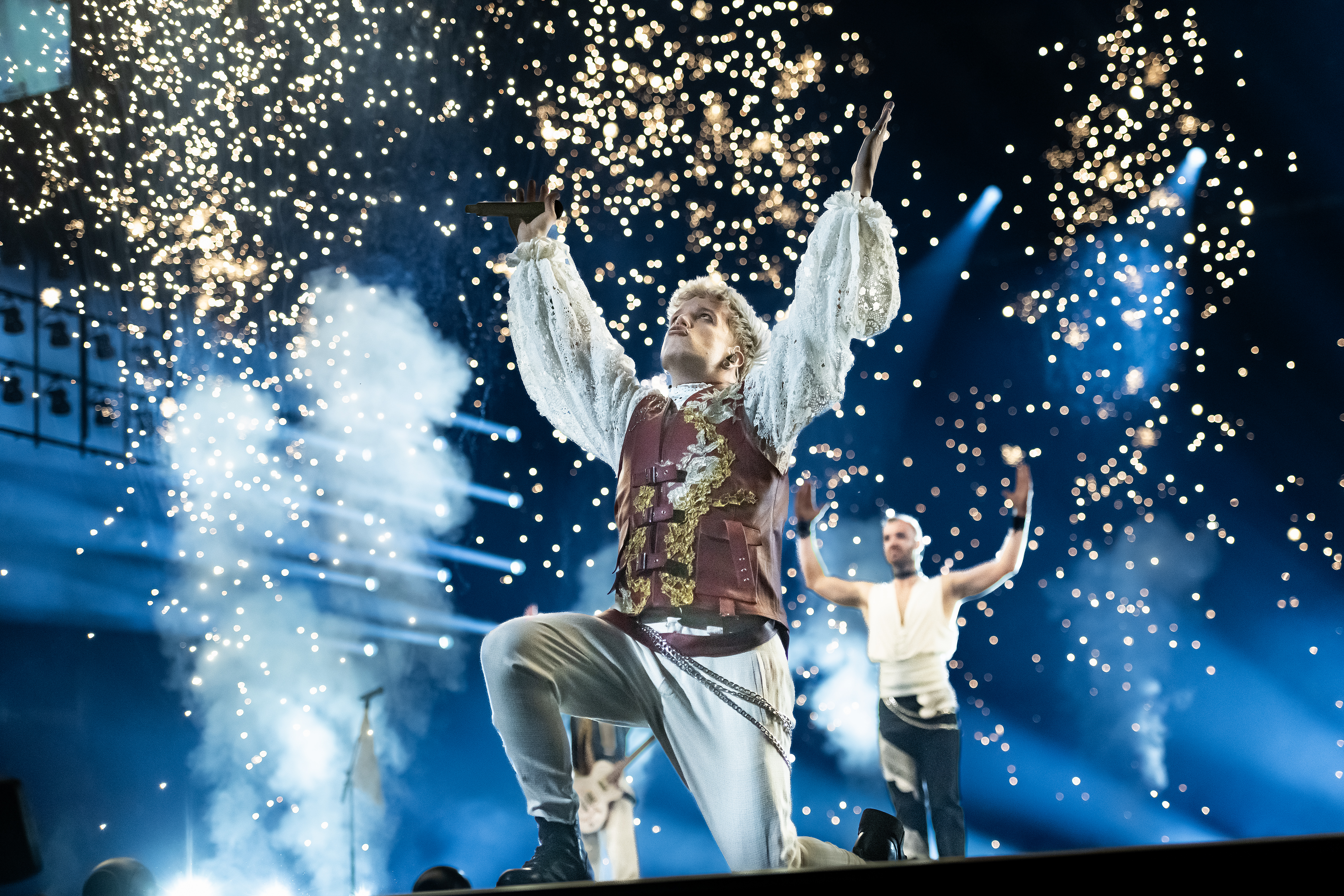
Baby Lasagna, faworyt Stowarzyszenia Miłośników Konkursu Piosenki Eurowizji (OGAE) do wygrania konkursu oraz zwycięzca Nagrody Dziennikarzy im. Marcela Bezençona

Od 2007 corocznie, przed każdym konkursem, większość oddziałów Stowarzyszenia Miłośników Konkursu Piosenki Eurowizji (OGAE), zrzeszającej 44 krajowych fanklubów Konkursu Piosenki Eurowizji, przeprowadza głosowanie, w którym głosuje na wszystkie piosenki zgłoszone do danej edycji (z wyłączeniem propozycji krajowej), przy użyciu tak zwanego systemu eurowizyjnego (to znaczy 1–8, 10 i 12 punktów dla dziesięciu ulubionych utworów).
W 2024 pięcioma głównymi faworytami klubów do zwycięstwa byli:
| Lp. | Kraj       | Wykonawca      | Utwór                     | Punkty OGAE |
| --- | ---------- | -------------- | ------------------------- | ----------- |
| 1   | Chorwacja  | Baby Lasagna   | „Rim Tim Tagi Dim”        | 356         |
| 2   | Włochy     | Angelina Mango | „La noia”                 | 338         |
| 3   | Szwajcaria | Nemo           | „The Code”                | 290         |
| 4   | Belgia     | Mustii         | „Before the Party’s Over” | 223         |
| 5   | Francja    | Slimane        | „Mon amour”               | 188         |

## Pozostałe kraje
Możliwość wzięcia udziału w Konkursie Piosenki Eurowizji wymaga narodowego nadawcy z aktywnym członkostwem w Europejskiej Unii Nadawców (EBU), który będzie mógł nadawać konkurs za pośrednictwem sieci Eurowizji. EBU ogłosi zaproszenie do udziału w konkursie do wszystkich pięćdziesięciu sześciu aktywnych członków.

### Aktywni członkowie EBU
- Andora – mimo starań reprezentantki Andory w 2009 roku, Susanne Georgi, w doprowadzeniu kraju do uczestnictwa[259][260], 17 sierpnia 2023 Dani Ortolà, menedżer treści RTVA poinformował, że nadawca nie planuje organizować powrotu Andory do udziału w konkursie[261], a 21 sierpnia nadawca Ràdio i Televisió d’Andorra (RTVA) ujawnił, że kraj oficjalnie nie weźmie udziału w konkursie przez kolejny rok, ale nie zamyka drzwi na przyszłość[262].
- Bośnia i Hercegowina – w listopadzie 2022 pierwszy reprezentant kraju w konkursie, Fazla(inne języki), wspomniał, że stara się doprowadzić do powrotu kraju do konkursu w 2024[263]. 7 czerwca 2023 szefowa działu spraw międzynarodowych Bosanskohercegovačka radiotelevizija (BHRT) Lejla A. Babović potwierdziła, że ze względu na sankcje nałożone na nadawcę, kraj prawdopodobnie nie wróci na konkurs[264]. 2 sierpnia 2023 stacja oficjalnie poinformowała, że nie powróci do udziału w konkursie w 2024[265]. 10 maja 2024 w wywiadzie z dziennikiem N1(inne języki) Babović wytłumaczyła, że Minister Komunikacji i Ruchu Edin Forto(inne języki) prowadził dyskusje z reprezentantami EBU i był optymistyczny co do przełomowego sukcesu w przywróceniu kraju do konkursu, lecz ze względu na problemy z adekwatną regulacją podatku RTV udział nie doszedł do skutku[266][267]. Dwa dni później ten sam serwis doniósł, że dług stacji w EBU wynosi 6 milionów franków szwajcarskich[268].
- Macedonia Północna – we wrześniu 2023 roku macedoński nadawca MRT przedstawił swoje plany budżetowe na 2024 rok, wśród których wymieniono promocję krajowej kultury muzycznej na eurowizyjnej scenie w 2024[269], jednak pod koniec października 2023 przewodnicząca macedońskiego nadawcy MRT ds. planowania programu, Smilka Janeska Sarkanjac, poinformowała, że decyzja w sprawie udziału kraju w konkursie nie została jeszcze oficjalnie podjęta, a plan nadal oczekuje na zatwierdzenie przez rząd[270]. 6 grudnia przedstawiciele stacji ujawnili, że powodem braku udziału są obchody na terenie kraju 60-lecia tamtejszej telewizji oraz 80-lecia tamtejszego radia, które będą się odbywać przez cały rok 2024; poinformowano jednak, że nadawca będzie transmitował konkurs[271].
- Monako – państwo wyraziło chęć udziału w konkursie w 2023 roku we wstępnym budżecie państwa, co zostało uniemożliwione przez opóźnienie rozpoczęcia nadawania nowego monegaskiego nadawcy publicznego TVMonaco[272]. Telewizja rozpoczęła nadawanie 1 września 2023[272]. 15 września 2023 nadawca ogłosił, że kraj nie weźmie udziału w 2024 roku, a udział w dalszej przyszłości pozostaje niepewny[273]. W październiku 2023 wyjaśniono, że powodem rezygnacji były zbyt krótkie terminy na potwierdzenie udziału, oraz to, że uruchomienie nadawcy na kilka dni przed zamknięciem zgłoszeń jeszcze nie pozwoliło na udział w konkursie[274].
- Rumunia – 8 września 2023 rumuński tabloid Libertatea poinformował, że wiele źródeł powiązanych z rumuńskim nadawcą Televiziunea Română (TVR) twierdziło, iż Rumunia zrezygnuje z udziału w konkursie z powodu braku funduszy. Po skontaktowaniu się w tej sprawie z prezesem TVR Danem Turturică, dział komunikacji stacji stwierdził, że jej udział w 2024 roku nie był jeszcze omawiany przez kierownictwo[275], jednak pod koniec października 2023 roku poinformowano, że po dyskusjach z EBU plan finansowy nadawcy dotyczący udziału w konkursie został zatwierdzony i że wkrótce ma nastąpić modyfikacja ustawy w celu zabezpieczenia bezpośredniego finansowania przez rząd nadawcy kosztów udziału w wydarzeniach EBU[276][277]. 5 grudnia 2023 roku Rumunia nie znalazła się na opublikowanej liście państw uczestniczących w konkursie, ale EBU poinformowała, że prowadzi jeszcze z tamtejszym nadawcą rozmowy w sprawie uczestnictwa[189]. 25 stycznia podczas spotkania zarządu zwołanego przez TVR zdecydowano, że kraj nie weźmie udziału w konkursie, co zostało podane do wiadomości publicznej tego samego dnia[278].
- Słowacja – 15 maja 2023 szef działu PR słowackiego nadawcy Rozhlas a televízia Slovenska (RTVS) Filip Púchovský, zapytany o powód dla którego Słowacja nie uczestniczyła w konkursie w ostatnich latach odrzekł; w przeszłości RTVS było oficjalnym nadawcą wydarzenia na Słowacji i jednocześnie organizatorem preselekcji krajowych. RTVS ostrożnie podchodzi do tworzenia struktury nadawczej swoich kanałów telewizyjnych i radiowych, a w ostatnich latach zdecydowaliśmy się nie uwzględniać tego międzynarodowego konkursu w swoich transmisjach w oparciu o ocenę kilku czynników, przede wszystkim wydanych funduszy i niskiego poziomu oglądalności... Udział słowackich artystów wiąże się również z wysokimi kosztami finansowymi, na które RTVS nie ma środków[279]. 4 czerwca 2023 szefowa działu współpracy międzynarodowej RTVS Slavomíra Kubičková poinformowała, że stacja nie rozważa powrotu do konkursu ze względów finansowych[280][281].

### Kandydaci do członkostwa w EBU
- Kosowo – w marcu 2023 rada nadzorcza państwowego nadawcy Radio Televizioni i Kosovës (RTK) zatwierdziła organizację festiwalu, który w przyszłości miałby służyć jako krajowe eliminacje do Konkursu Piosenki Eurowizji, gdyby kandydatura telewizji do EBU została zatwierdzona[282]. Kosowo oficjalnie nie może wziąć udziału w Konkursie Piosenki Eurowizji, ponieważ kraj nie jest członkiem Międzynarodowego Związku Telekomunikacyjnego ani Rady Europy, przez co nie spełnia wymagań członkostwa EBU[283].
- Wyspy Owcze – po występie reprezentującego Danię w konkursie w 2023 Reileya, czyli pierwszego Farera który wystąpił w konkursie, farerska minister spraw społecznych i kultury Sirið Stenberg powiedziała, że „występ pomaga otworzyć drzwi i zrobić coś, aby zapewnić Wyspom Owczym możliwość konkurowania w przyszłości”[284][285]. 17 maja 2023 Ivan Niclasen, prezes farerskiego nadawcy Kringvayrp Føroa (KVF) oficjalne poinformował, że do lata 2023 przez stację zostanie złożony oficjalny wniosek do Europejskiej Unii Nadawców o członkostwo[286], co po pozytywnym rozpatrzeniu pozwoliłoby zadebiutować Wyspom Owczym w konkursie. W przeszłości telewizja wielokrotnie wyrażała chęć dołączenia do EBU i uczestniczenia w Konkursie Piosenki Eurowizji[287][288], ale przez to że wyspy są częścią Danii, ich członkostwo w EBU nie zostało jeszcze przyznane.

### Członkowie spoza EBU
- Białoruś – 28 maja 2021 podczas specjalnie zwołanego spotkania Europejska Unia Nadawców zdecydowała się na zawieszenie członkostwa białoruskiego nadawcy Biełteleradyjokampanija (BTRC), przez co formalnie białoruski nadawca nie może m.in. uczestniczyć w konkursach EBU[289]. Od 28 maja zarząd stacji miał dwa tygodnie na ustosunkowanie się do decyzji[290], jednak tego nie zrobił. 1 lipca stacja oficjalnie została wykluczona z organizacji, przez co może wziąć udział w konkursie najwcześniej w 2025 roku, chyba że EBU zdecyduje się na wcześniejsze przywrócenie członkostwa[291].
- Liechtenstein – 9 sierpnia 2022 krajowy nadawca 1FLTV poinformował, że nie będzie ubiegać się o członkostwo w Europejskiej Unii Nadawców w przyszłości[292], przez co nie będzie miał możliwości zadebiutować w konkursie.
- Rosja – 26 lutego 2022, dzień po wykluczeniu kraju z udziału w konkursie w 2022 w świetle rosyjskiej inwazji na Ukrainę, poinformowano o wyjściu z EBU wszystkich trzech stacji pochodzących z Rosji (Pierwyj kanał, RTR i Radio Dom Ostankino), co uniemożliwiło udział kraju w przyszłych konkursach, dopóki stacje dołączą do EBU ponownie[189].

## Międzynarodowi nadawcy oraz głosowanie

### Sekretarze
Poniższy spis uwzględnia poszczególne nazwiska osób, które podały punkty od jury każdego poszczególnego państwa w finale konkursu.

1. Ukraina – Dżamała
(zwyciężczyni konkursu w 2016)[293]
2. Wielka Brytania – Joanna Lumley[294]
3. Luksemburg – Désirée Nosbusch
(prowadząca konkurs w 1984)[295]
4. Azerbejdżan – Aysel Teymurzadə
(reprezentantka Azerbejdżanu w konkursie w 2009)[296]
5. San Marino – Kida
6. Malta – Matt Blxck[297]
7. Chorwacja – Ivan Dorian Molnar
8. Albania – Andri Xhahu(inne języki)[298]
9. Czechy – Radka Rosická(inne języki)
10. Izrael – Maja Alcolombre[299]
11. Australia – Daniel Estrin
(reprezentant Australii w konkursie w 2023 jako członek zespołu Voyager)[300]
12. Dania – Stéphanie Surrugue(inne języki)[301]
13. Hiszpania – Soraya
(reprezentantka Hiszpanii w konkursie w 2009)[302]
14. Norwegia – Ingvild Helljesen(inne języki)[303]
15. Niemcy – Ina Müller(inne języki)[304]
16. Armenia – Brunette
(reprezentantka Armenii w konkursie w 2023)
17. Słowenia – Lorella Flego[305]
18. Gruzja – Sopo Chalwaszi
(reprezentantka Gruzji w konkursie w 2007)[306]
19. Szwajcaria – Jennifer Bosshard(inne języki)[307]
20. Mołdawia – Doina Stimpovschi
21. Grecja – Elena Paparizou
(zwyciężczyni konkursu w 2005)[308]
22. Estonia – Birgit Õigemeel
(reprezentantka Estonii w konkursie w 2013)[309]
23. Holandia – Martin Österdahl[g]
24. Austria – Philipp Hansa(inne języki)[311]
25. Francja – Natasha Saint-Pier
(reprezentantka Francji w konkursie w 2001)[312]
26. Włochy – Mario Acampa[313]
27. Finlandia – Toni Laaksonen[314]
28. Portugalia – Mimicat
(reprezentantka Portugalii w konkursie w 2023)[315]
29. Belgia – Livia Dushkoff[316]
30. Islandia – Friðrik Ómar(inne języki)
(reprezentant Islandii w konkursie w 2008 jako członek zespołu Eurobandið)[317]
31. Łotwa – Andrejs Reinis Zitmanis
(reprezentant Łotwy w konkursie w 2023 jako członek zespołu Sudden Lights)
32. Irlandia – Paul Harrington
(zwycięzca konkursu w 1994)[318]
33. Polska – Viki Gabor
(zwyciężczyni Konkursu Piosenki Eurowizji Junior w 2019)[319]
34. Cypr – Loukas Hamatsos[320]
35. Litwa – Monika Linkytė
(reprezentantka Litwy w konkursach w 2015 i 2023)
36. Serbia – Konstrakta
(reprezentantka Serbii w konkursie w 2022)
37. Szwecja – Frans
(reprezentant Szwecji w konkursie w 2016)[321]

### Nadawcy publiczni i komentatorzy
Poniższy spis uwzględnia nazwiska komentatorów poszczególnych nadawców publicznych transmitujących widowisko.
Kraje uczestniczące w konkursie
- Albania – Andri Xhahu(inne języki) (RTSH 1, RTSH Muzikë, Radio Tirana – półfinały i finał)[322][323]
- Armenia – Hraczuchi Uzmatian(inne języki) i Sewak Hakobian (Arradżin alik’ – półfinały i finał)[324]
- Australia – Myf Warhurst(inne języki) i Joel Creasey(inne języki) (SBS(inne języki) – półfinały i finał)[212][325]
- Austria – Andi Knoll(inne języki) (ORF 1 – półfinały finał)[326][327], Jan Böhmermann(inne języki) i Olli Schulz(inne języki) (FM4 – półfinały i finał)[328]
- Azerbejdżan – Nurlana Cəfərova(inne języki) (İTV – półfinały i finał)[329]
- Belgia – francuski: Maureen Louys(inne języki) i Jean-Louis Lahaye(inne języki) (Tipik(inne języki) – pierwszy półfinał, La Une(inne języki) – drugi półfinał i finał, VivaCité(inne języki) – finał)[330][331][332][333][334]; niderlandzki: Peter Van de Veire(inne języki) (VRT 1 – półfinały i finał, Radio2(inne języki) – finał)[335][336]
- Chorwacja – Duško Čurlić(inne języki) (HRT 1 – półfinały i finał)[337], Zlatko Turkalj(inne języki) (HR 2(inne języki) – półfinały i finał)[338][339][340][341]
- Cypr – Hovig Demirjian i Melina Karajorgiou (RIK 1, RIK Sat – półfinały i finał)[342][343][344][345][346], b.d. (RIK Trito – półfinały i finał)[347][348][349]
- Czechy – Václav Matějovský(inne języki), Patricie Kaňok Fuxová(inne języki) i Dominika Hašková (ČT2 – półfinały i finał)[350][351]
- Dania – Ole Tøpholm(inne języki) (DR1 – półfinały i finał)[352][353][354]
- Estonia – estoński: Marko Reikop (ETV – półfinały i finał); rosyjski: Aleksandr Hobotow i Julia Kalenda (ETV+ – półfinały i finał); migowy(inne języki): różni tłumacze (ETV2 – półfinały i finał)[355]
- Finlandia – fiński: Mikko Silvennoinen(inne języki) (Yle TV1 – półfinały i finał); szwedzki: Eva Frantz(inne języki) i Johan Lindroos(inne języki) (Yle Radio Suomi, Yle X3M – półfinały i finał); inari: Heli Huovinen (Yle Areena(inne języki) – półfinały i finał); północnosaamski: Aslak Paltto(inne języki) (Yle Areena(inne języki) – półfinały i finał); rosyjski: Lewan Twaltwadze (Yle Areena(inne języki) – półfinały i finał)[356][357]
- Francja – Nicky Doll(inne języki) (Culturebox(inne języki) – półfinały), Laurence Boccolini(inne języki) i Stéphane Bern (France 2 – finał)[358][359]
- Grecja – Jérôme Kaluta(inne języki) i Tanasis Alewras(inne języki) (ERT)[360], Dimitris Meïdanis (Déftero Prógramma(inne języki) – półfinały i finał)[361][362]
- Gruzja – Nika Lobiladze (1TV – półfinały i finał)[363][364]
- Holandia – Cornald Maas(inne języki) i Jacqueline Govaert (NPO 1, BVN TV – półfinały i finał), Carolien Borgers(inne języki) (NPO Radio 2 – finał)[365][366][367][368]
- Hiszpania – hiszpański: Julia Varela i Tony Aguilar(inne języki) (La 2 – pierwszy półfinał, La 1 – drugi półfinał i finał, TVE Internacional(inne języki) – półfinały i finał), David Asensio, Sara Calvo, Ángela Fernández, Manu Martín-Albo i Luis Miguel Montes (Radio Nacional de España – finał)[369][370][371][372]; kataloński: Sònia Urbano i Xavi Martínez(inne języki) (La 1, Ràdio 4(inne języki) – finał)[373]
- Irlandia – Marty Whelan (RTÉ One – pierwszy półfinał i finał, RTÉ Two – drugi półfinał)[374][375][376][377], Zbyszek Zalinski i Neil Doherty(inne języki) (RTÉ 2fm(inne języki) – pierwszy półfinał i finał)[378][379]
- Islandia – Gunna Dís Emilsdóttir (RÚV, RÚV 2(inne języki) – półfinały i finał), Gunna Dís Emilsdóttir (Rás 2 – pierwszy półfinał i finał)[380][381]; migowy(inne języki): różni tłumacze (RÚV 2(inne języki) – półfinały i finał)[382][383][384][385]
- Izrael – Asaf Liberman(inne języki) i Akiwa Nowik(inne języki) (Kan 11 – półfinały)[386][387], Asaf Liberman(inne języki), Akiwa Nowik(inne języki) i Joaw Cafir(inne języki) (Kan 11 – finał)[388], b.d. (Kan 88(inne języki), Kan Tarbut(inne języki), Kan Bet(inne języki) – finał)[389][390][391]
- Litwa – Ramūnas Zilnys (LRT TV, LRT Radijas(inne języki) – półfinały i finał)[392]
- Luksemburg – luksemburski: Raoul Roos i Roger Saurfeld (RTL Télé Lëtzebuerg, RTL Radio Luxembourg(inne języki) – półfinały i finał)[188]; angielski: Sarah Tapp i Meredith Moss (RTL Today – półfinały i finał)[393]; francuski: Jerôme Didelot, Emma Sorgato (RTL Infos – pierwszy półfinał i finał)[394]
- Łotwa – Toms Grēviņš(inne języki) (LTV1 – półfinały), Toms Grēviņš(inne języki) i Lauris Reiniks(inne języki) (LTV1 – finał)[395]
- Malta – brak komentatora (TVM – półfinały i finał)[396][397][398]
- Mołdawia – Ion Jalbă, Elena Stagari (Moldova 1, Radio Moldova(inne języki), Radio Moldova Muzical – półfinały i finał)[399][400]
- Niemcy – Thorsten Schorn(inne języki) (One – półfinały, Das Erste – finał)[401][402]
- Norwegia – Marte Stokstad(inne języki) (NRK1(inne języki) – półfinały i finał), Jon Marius Hyttebakk (NRK P1(inne języki) – półfinały i finał)[403]
- Polska – Artur Orzech (TVP1 i TVP Polonia – półfinały i finał)[404]
- Portugalia – José Carlos Malato(inne języki) i Nuno Galopim(inne języki) (RTP1, RTP Internacional(inne języki) – półfinały i finał[h]), José Carlos Malato(inne języki) i Nuno Galopim(inne języki) (RTP África(inne języki) – pierwszy półfinał i finał[i])[405][406]
- San Marino – Lia Fiorio i Gigi Restivo (San Marino RTV, Radio San Marino – półfinały i finał)[407]
- Serbia – Duška Vučinić-Lučić(inne języki) (RTS1, RTS Svet(inne języki) – półfinały i finał[j])[408][409][410], Katarina Epstein (Radio Beograd – pierwszy półfinał), Katarina Epstein i Nikoleta Dojčinović (Radio Beograd – finał)[411]
- Słowenia – Mojca Mavec(inne języki) (TV SLO 1 – pierwszy półfinał i finał, TV SLO 2 – drugi półfinał)[412][413][414], Maj Valerij (Radio Val 202(inne języki) – pierwszy półfinał i finał)[415]
- Szwajcaria – włoski: Ellis Cavallini i Gian-Andrea Costa (RSI La 2(inne języki) – półfinały, RSI La 1 – finał)[416][417]; francuski: Jean-Marc Richard(inne języki) i Nicolas Tanner (RTS Deux – półfinały), Jean-Marc Richard(inne języki), Nicolas Tanner i Julie Berthollet (RTS Un – finał)[418][419]; niemiecki: Sven Epiney(inne języki) (SRF zwei – półfinały, SRF 1 – finał)[416][417][419][420]
- Szwecja – szwedzki: Edward af Sillén i Tina Mehrafzoon(inne języki) (SVT1 – półfinały i finał), Carolina Norén(inne języki) (Sveriges Radio P4 – półfinały i finał)[421]; fiński: Mikko Silvennoinen(inne języki) (TV Finland – półfinały i finał)[422]; inari: Heli Huovinen (SVT Play(inne języki) – półfinały i finał[k]); północnosaamski: Aslak Paltto(inne języki) (SVT Play(inne języki) – półfinały i finał[k])[423]
- Ukraina – ukraiński: Timur Mirosznyczenko (Suspilne Kultura – półfinały i finał), Dmytro Zacharczenko i Łesia Antypenko (Radio Promiń(inne języki) – półfinały i finał), migowy(inne języki): Tetiana Żurkowa, Inna Petrowa, Iryna Skołotowa, Julija Porplik, Anfisa Bołdusiewa i Łada Sokoliuk (Suspilne Kultura – półfinały i finał)[424]
- Wielka Brytania – Scott Mills(inne języki) i Rylan Clark(inne języki) (BBC One – półfinały), Richie Anderson(inne języki) (BBC Radio 2 – półfinały)[425], Graham Norton (BBC One – finał)[426][427], Scott Mills(inne języki) i Rylan Clark(inne języki) (BBC Radio 2 – finał)[428]
- Włochy – Gabriele Corsi(inne języki) i Mara Maionchi(inne języki) (Rai 2 – półfinały, Rai 1 – finał), Diletta Parlangeli i Matteo Osso (Rai Radio 2 – półfinały i finał)[429][430]

Kraje nieuczestniczące
- Chile – Rayen Araya i Ignaco Lira (Zapping(inne języki) – finał)[431]
- Czarnogóra – Dražen Bauković (TVCG 1, Radio 98(inne języki) – półfinały i finał)[432][433][434][435]
- Kosowo – Agron Krasniqi i Egzona Rafuna (RTK 1 i Radio Kosova 2 – półfinały i finał)[436]
- Macedonia Północna – Aleksandra Jowanowska (MRT 1, Radio Skopje – półfinały i finał)[437]
- Słowacja – Daniel Baláž(inne języki), Lucia Haverlík, Pavol Hubinák i Juraj Malíček(inne języki) (Rádio FM – finał)[438][439]
- Stany Zjednoczone – brak komentatora (Peacock(inne języki) – półfinały i finał)[440][441]